# NHKのど自慢
『NHKのど自慢』（エヌエイチケイのどじまん）は、日本放送協会（総合・ラジオ第1・FM）の公開視聴者参加の生放送生オケ番組、音楽番組である。1946年の放送開始以来、長きにわたって放送されている長寿番組である。
姉妹番組として、1999年4月から2004年3月までNHK衛星第2テレビで放送された『BSジュニアのど自慢』、および『アニソンのど自慢』・『バーチャルのど自慢』・『こどものど自慢』、2020年11月から不定期に放送されている特別編『NHKのど自慢〜おうちでパフォーマンス〜』についても本項で後述する。

## 概要
日本各地の都市（年に一度国外からの場合もある）を巡回し、アマチュア（原則）出場者が、書類審査、会場での予選審査を経て本番組に出場し、持ち歌を歌い、採点され競うものである。
毎回書類審査と会場での予選審査を勝ち上がった20組の出場者が自慢ののどとパフォーマンスを披露し、ゲスト審査員2人を交えた審査により、チャンピオンと熱演賞（審査員特別賞）が1組ずつ表彰される（以前は18組や22組や25組の頃もあった。また、海外公演は25組もしくは30組が出場する）。
1947年から1970年3月までの番組名は「のど自慢素人演芸会」。当初は素人芸の面白さを引き出す番組を目指し合格者のパフォーマンスのみを放送していたが「テスト風景も入れたら面白い」との声もあり合格者に限らず放送するようになりその後落語や声帯模写といった話芸を披露する出場者も加えるようになった。また現タイトルとなってからも、1970年代前半頃までは歌以外の芸を披露する者が稀に見られた。
高度経済成長の時期を経て生活が豊かになるとともに音楽状況が一変し、世代によって好まれる歌に大きな差異が生じた時期には、若者からの出場希望者が減ったこともあった。その後、再び若者の出場希望者が増加したのは、カラオケボックスの普及が影響しているとされる。
出場者は様々で、中にはプロ歌手を目指す者やアマチュアバンドのメンバーもいる。また、日本人のみに留まらず、在日外国人（黒人演歌歌手として、後にプロデビューを果たしたジェロなど）や日系南米人、交換留学生などが出場することもある。年に一度行われるグランドチャンピオン受賞者を中心に、後にプロ歌手やタレントとしてデビューした者もいる（後述）。
予選会を「NHKのど自慢予選会」として全出場者の歌を放送することもある。基本的には会場となる各地の放送局のみでの放送であるが、NHK BSプレミアムで「NHKのど自慢予選会」として放送することもある（2012年9月15日深夜（同年9月16日未明）に千葉県木更津市での予選会の模様が放送された）。またNHK以外での放映したケースでは、地域のケーブルテレビ局エリア（大阪狭山市・市制施行30周年記念事業の一環として2017年7月16日分予選）などの例もある。
また、総合テレビとNHKワールド・プレミアムのみの放送であるが、毎年12月の最終日曜日には「NHKのど自慢 熱唱熱演名場面」と題して1年間に放送された熱唱の名場面を総集編として放送している（その他、番組の裏側も紹介している）。
長らく参加可能年齢が15歳以上の高校生からとなっていたため、2014年度までは中学生以下は出場できなかった。そのため児童・生徒の受け口として衛星第2テレビで本番組に出場できない中学生以下を対象にした「BSジュニアのど自慢」の放送もあった（2004年終了）。2015年度から12歳以上の中学生も出場できるようになり、出場者の年齢層が大幅に広がった。
タイトルロゴにデザインされている鳥は、スズメがモデル。

## 歴史

### ラジオ放送開始
番組の企画者は、『NHK紅白歌合戦』も企画立案したNHK音楽部のプロデューサー、三枝嘉雄（健剛）。軍隊時代に見た仲間の余興にヒントを得たという。お国自慢の歌を各々が歌っているのをみておもしろいと思ったらしく、それを番組にしたらどうかと提案をした。旧来は「マイクから発声するものは権威あるものでなければならない。素人が歌う歌なんてとんでもない」という時代だったため否決されるが、GHQの人から「これは良い、やれ」と言われたという。当時は素人が公共のマイクを使って歌うというのは世界的にもなかった。抑圧された時代には音楽も決められた歌しか歌えず、こういった自由な歌を歌えたことは画期的で突然マイクが開放され全国で歌えるというのは喜びだった。
1946年1月19日にラジオ番組「のど自慢素人音楽会」として、東京都千代田区内幸町のNHK東京放送会館（現在の日比谷シティの場所）から午後6時（18時）から1時間30分、公開放送されたことが始まり。第一回目の参加者をラジオニュースで募集したところ、希望者は900名を超えたという。このため担当者は、1日に300人ずつテストを行い、番組に出演する合格者を選んだ。
翌1947年に「のど自慢素人演芸会」と改称（このタイトルで1970年3月22日まで放送）。
1948年（昭和28）3月21日には第1回NHKのど自慢全国コンクール優勝大会を開催。
1949年10月ごろから、アナウンサーの宮田輝が17年あまりにわたって毎週司会を務めていた。

### テレビ放送開始
テレビ放送は1953年3月15日午後2時（14時）から2時間放送したことが始まりで（ラジオと同時公開放送）、当初はスタジオのあった東京での公開のみ放送された。
1965年度までは別な番組と平行して放送されていた（参考）。単独放送となったのは1966年度からである。「のど自慢素人演芸会」のタイトル通り、歌の他、漫談での出場もあった。

### 低迷期
宮田輝の司会でが新たに始まったNHKの大型公開番組『ふるさとの歌まつり』に移った1966年から、番組の人気は下降した。1967年4月から1969年3月まで東日本・西日本地区で司会が異なり、更に1969年度の1年間は地域ブロック単位に分割される形で、各地区の拠点局のアナウンサーが司会を務める形式となっていた。当時の番組はコンクール形式で毎週放送される番組に出場して合格すると、地方大会への出場権を獲得し、さらに年末に行われる全国大会に進むことになっていた。このため通常放送が「全国大会の予選会」化しており、一部の常連出場者が合格するまで何度も出場するという事態もおきていた。出場者も30数人と多く、時間切れで放送に乗らない出場者もいた。視聴率は年2パーセントずつ低下し、最低視聴率は8パーセントを記録。出場希望が45人しかこない、会場はガラガラなどの人気低下でNHKの事業や営業サイドからは「お客さんが入らないから『のど自慢』はいりません」とまで言われるほどになった。

### 『NHKのど自慢』誕生
事態打開のため、若い30代のデスクらによって大改革が行われた。1970年4月に現在の「NHKのど自慢」にタイトルを変更。テーマ曲は鈴木邦彦作曲のものが起用された。伴奏も、それまでのピアノとアコーディオンが交互に弾くスタイルから、ファイブピースバンド（スリーピース＋ピアノ＋シンセサイザー）に変更。出場者を25人に減らし、歌だけでなくインタビューやゲスト歌手の歌唱指導などを入れ、出場者のキャラクターを引き出す番組作りになった。毎回ゲスト歌手2組を迎えるようになったのもこのときからである。毎回「今週のチャンピオン」を選び番組に山場を作るようにした。また「熱演賞」（現在の「特別賞」）が導入され歌唱力だけで評価しないバラエティ豊かな番組へとうまれ変わった。8月から金子辰雄が司会に就任。番組は人気が回復し、金子は「ミスターのど自慢」と親しまれた。1972年にはスタンドマイクから手持ちのハンドマイクへ、1974年からはコードのないワイヤレスマイクに変わったことで、出場者ののびのびしたパフォーマンスが増えていった。さらに1975年ごろから起きたカラオケブームにより、人前で歌うことへの抵抗が薄れると、中高年層だけでなく若い世代の出場者も増え、ポップス系の曲も歌われるようになった。
番組は毎週、全国各地域からの生中継又は録画放送である。しかし番組開始当初は、全国各地域のカラーのテレビ中継車の整備が未だ途中段階で、放送センターや各基幹局の同中継車の手配等の優先順位からすると当番組は後回しにされた為に、NHK総合テレビでの中ではカラー化が最も遅れた番組の一つとなった。漸く当番組が初めてカラー化されたのは、総合テレビの全国放送が全面カラー放送となる半年前の1971年4月18日の静岡県裾野市での公開放送で、それからは随時カラー放送が行なわれ、同年10月10日の埼玉県越谷市の放送からは毎回カラー放送となった（このことにより、一部例外を除き、NHK総合テレビの全国番組の全面カラー化が完了した）。但し例外として、翌1972年3月26日放送分の当時米領だった沖縄の那覇市民会館で録画したものは白黒となっているが、この年の5月15日に沖縄が日本へ復帰する以前は、NHKの番組は沖縄放送協会で放送されており、ネット回線も、本土復帰までは白黒であった。

尚、年1回の全国コンクールは、年間チャンピオンを決める優勝大会が1965年（第18回、この年は3月21日放送）から、優勝大会で入賞した人たちが歌を披露するエキシビションである「入賞者大会」は1964年（第17回、この年は3月20日放送）から、各々カラー化されている。
1970年からは全国各地を巡回する公開生放送（原則）で行っている。
ハイビジョン放送は1994年11月からのBSアナログハイビジョン実用化試験放送から行われている。2010年4月4日放送分からアナログ放送およびNHKワールド・プレミアムにおいて、16:9レターボックス放送を開始。
2015年に放送70周年を迎えるにあたり、出場資格を高校生以上から中学生以上に引き下げの上、キャンペーンイメージキャラクターにSMAPが起用され、香取慎吾がスペシャルMCとして不定期出演。また同年8月30日の放送回（神奈川県秦野市）、同年12月6日の放送回（千葉県柏市）ではSMAP全員がゲスト出演し、この秦野市・柏市の回は12:15 - 13:30までの拡大版として放送された。翌年1月11日（騒動の発端となったSMAP解散報道の2日前にあたる）のチャンピオン大会にも出演した。

### コロナ禍の影響と2023年のリニューアル
2020年3月1日から新型コロナウイルスの影響により、公開生放送が約半年間中止となった。同年10月4日より出場者20組を18組に減らすなど感染対策をした演出に変更して生放送が再開し、その後は再開と休止を繰り返した。なお、この演出は後述のリニューアルする前の2023年3月26日まで続いた。この時期、番組視聴率が長期に渡って下落していること、視聴者層が70代以上に偏っていることが問題視され、番組リニューアルが決まった。
2023年4月2日よりテーマ曲編曲とステージセットを全面リニューアル、アナウンサーを男女2人体制（隔週で1人ずつ出演）に、長らく存在したバンドとレギュラーの鐘奏者を廃止と各地方で異なっていたスタジオセットを全国統一と大幅にリニューアルされた。また番組ロゴがひらがなの『NHKのどじまん』（正式な番組名は従来のまま）に変更された。出場応募も従来の往復はがきに加え、ウェブサイトでの応募を始めた。
廣瀬智美は、同番組開始77年の歴史上初となる女性アナウンサーの総合司会者である。
また、この回よりFMラジオ放送でも同時に生放送され、総合テレビ、AMのラジオ第1との3波同時生放送となった。
それと同時にオープニング曲を流しながら、司会者が「日曜日の昼は」と言ったあと出演者と観客が「のど自慢」と言ったあとに開催地の映像が流ると番組がスタートされるようになった。当初は観客側の背景に始まっていたが、2024年10月6日の放送分からはステージ側の映像からのスタートするようになった。
出場者数は2023年4月30日から19組、同年5月28日からは20組に戻された。
2023年5月14日放送分より、「らじる★らじる聞き逃しサービス」での配信が始まった。放送後より1週間聞くことができる（聞き逃しサービスではこれまで配信されてこなかった）。

## 放送局・放送時間
現在での放送時間は、総合テレビ、ラジオ第1と海外向けのNHKワールド・プレミアム、NHKワールド・ラジオ日本の同時放送で、日曜日の12:15 - 13:00となっている。2011年3月まではBS2でも地上波とサイマル放送され、2005年3月まではBShiでも時差放送されていた。2023年4月からは総合テレビ・ラジオ第1のほかに、NHK-FM放送を含めた3波同時生放送される。
また、NHKワールド・プレミアムでは、毎週月曜日（日曜日深夜）1:15 - 2:00（日本標準時）に同日放送分を、NHKワールド・ラジオ日本では、毎週日曜日（土曜日深夜）2:00 - 2:45（日本標準時）に1週間前に開催された内容をそれぞれ再放送している。2020年10月4日の放送からNHKプラスでも同時配信・見逃し配信が行われている。なお、NHKプラスでの配信は基本放送（生放送）した動画を配信するが、放送で開催地紹介の間違いや出場者が歌った曲目歌手名などのテロップの間違いや訂正などかあった場合は放送された映像の部分に訂正されたテロップを表示して編集されて配信される。
放送休止・放送日変更
基本的にはテレビとラジオの同時放送を行うが、高校野球などスポーツイベントが行われるような場合は、どちらか、あるいはテレビ・ラジオとも放送を中止する場合がある。なお2023年4月からFMでも放送されるが、不定期で実施されている『今日は一日○○三昧』放送時にFMのみが休止になるかについては未定。
- 正月三が日、ならびに1月4 - 7日が日曜となる場合
  - テレビについては1月1日は『スタジオパークからおめでとう』、1月2日は全国大学ラグビー準決勝、1月3日は『初笑い東西寄席』をそれぞれ放送。1月4 - 7日は特別番組を放送[注 18]。
  - ラジオについては1月2日と3日に東京箱根間往復大学駅伝競走を中継する。
- 1月11 - 17日の間の日曜：皇后盃全国都道府県対抗女子駅伝競走大会[注 19]
- 1月18 - 24日の間の日曜：天皇盃全国都道府県対抗男子駅伝競走大会[注 20][注 21]
  - このほか、1月下旬-2月上旬の日曜に開催される全豪オープンテニス（2019年より）で、錦織圭や大坂なおみなど日本選手が出場する試合を生中継する場合も放送が休止となる。
  - 上記各休止日のため、例年、1月の放送回数は0 - 2回[注 22] [注 23]となる。
- チャンピオン大会の翌日が日曜日の場合[注 24][注 25]
- 6月23日が日曜となる場合:『沖縄全戦没者追悼式』が放送されるため。（2008年以降全国放送。）ただし、年によって放送休止もしくは繰り下げの対応が異なる。
  - 2013年は繰り下げ。#放送時間・放送日変更などの項を参照。
  - 2019年はこの後の時間帯でプロ野球セ・パ交流戦『広島 - オリックス』（マツダスタジアム）を放送するため本番組の放送は休止。なお、同日に収録された石川県輪島市は同年7月21日に放送された。
  - 2024年はこの後の時間帯でプロ野球『日本ハム - 楽天』（エスコンフィールドHOKKAIDO）を放送するために本番組の放送は休止。同日収録もなし。
- 12月20 - 26日の間の日曜：全国高等学校駅伝競走大会（男子の部）
- 12月29・30日が日曜となる場合：テレビ・ラジオともに特別番組を放送。（12月28日も同様の対応あり）
- 12月31日が日曜となる場合
  - テレビについては『スタジオパークおおみそかスペシャル』と年末ジャンボ宝くじ抽せん会を放送。（2023年以降はタイトル変更の場合あり。）
    - 以上テレビ・ラジオともに休みで、事実上の放送休止[注 26][注 27]。
- 2018年以降は12月第3週（27・28日を含む）に「熱唱熱演名場面集」となるため、通常番組としての年内最後の放送は12月第2週となっている。2017年以前の年末については次の通りであった。
  - 12月30日が日曜になる場合は、放送休止もしくは「熱唱熱演名場面集」の放送（通常番組とはならない）
  - 12月27 - 29日が日曜となる場合は、年度によって、通常番組、「熱唱熱演名場面集」など対応が分かれていた。
- 選抜高等学校野球大会[注 28]
- 全国高等学校野球選手権大会[注 29]
  - 以上ラジオ第1放送のみ。録音放送はなし[注 30][注 31]。
  - 2023年7月23日は、一部地域で地方大会中継と重複することに配慮し全国で休止。関東地区などの地方大会中継がない地域は、同年7月19日に放送された『ひむバス!』再放送を放送。関西地区のみ、同年7月18日に28歳で逝去した元阪神タイガース選手の横田慎太郎の追悼として、2021年12月13日に放送した『逆転人生 〜神様がくれた奇跡のバックホーム〜』を、追悼テロップを入れた上で放送した[42]。
- 2018年度は、諸般の事情でいくつかの放送休止・変更などで一部例外がある。
  - 12月16日は「熱唱熱演名場面集2018」として放送（そのため、年内の通常放送は12月9日が最後）。
  - 2019年1月6日は『あなたが主役 50ボイス』放送のため休止。この日の当番組は同日スタートの『いだてん〜東京オリムピック噺〜』に関連する内容を放送した。
  - 2019年3月10日は東日本大震災関連の特別編成の一環として、宮城県気仙沼市から通常より30分拡大して放送したため、同日に開催されたびわ湖毎日マラソンはEテレとFM放送に振り替えて放送された。
- 2021年は東京オリンピック・パラリンピックの開催を考慮し、通常放送は7月18日から9月5日（実際には後述の大会中止の影響で9月26日）に渡り休止された[43]。このうち7月18日は本番組の特別編「世界中から歌声を」、8月15日と22日は後述の「こどものど自慢」の放送に充てた。
- ニュースの放送時間延長の場合は国内・海外とも遅れ時間分をスライドして予定通り放送。NHKワールド・ラジオ日本ではニュースの放送時間延長が長い場合は13:00からの国際放送独自の日本語ニュースを定時に放送する関係上休止となり、別番組に差し替えられる。
- 列島縦断短歌・俳句スペシャル[注 32]（不定期）
- 平安遷都1300年中継・あなたの知らない奈良〜美と風景と生き方の再発見物語（2010年10月17日）
  - 以上BS2で放送が行われていた2011年3月までの、BS2のみの休み。録画放送はなし（以前は行われていた。高校野球の準々決勝・準決勝の日が重なる場合は休止され、録画放送は行われない）。
- 台風などによる緊急災害により該当地域[注 33]の出場者などへの生命の危機が考えられる場合。その場合、公開生放送・公開収録の日程はあらかじめ年間単位（4月から次年3月）で発表・決定されることから、後日振り替え開催されるケースはほとんどない。
  - 2011年9月4日は兵庫県赤穂市での生放送を予定していたが、台風12号の接近のため、開催自体そのものが中止。そのため番組自体も放送休止となった[注 34]。
  - 2017年9月17日は山口県下関市からの生放送を予定していたが、台風18号の接近のため、予選会を含めて開催そのものが中止[44]。そのため番組自体も放送休止となった[注 35]。なお、当該地からは翌2018年5月27日に改めて生放送した（振替開催ではなく、参加者募集・観覧募集から改めて実施）。
  - 2024年9月1日は山口県山口市からの生放送を予定していたが、台風10号の影響を考慮して、開催そのものが中止。代わりに「熱唱熱演名場面 2024 Part1」が再放送された[45]。なお2023年度リニューアル後の緊急災害による中止は今回が初。山口県内開催予定回の中止は上記の2017年9月の下関市開催予定回以来7年ぶり。
- また、昭和天皇崩御に伴い、1989年（平成元年）1月8日の放送も、これに関係する特番のため放送休止となった。

- 2004年10月24日は10月23日に発生した、新潟県中越地震や2005年3月20日は福岡県西方沖地震による、昼のニュースの拡大により、45分遅れで13:00からの放送となった。
- 2005年7月に島根県出雲市の市民会館で収録が開かれた回は本来9月4日に放映されることになっていたが、これが10月2日に変更された。
  - NHK松江放送局は放送中止を「本選に出場したある参加者の歌に、ある政党・政治団体のイメージテーマソングに使用されている楽曲（新党大地のテーマソングである松山千春の「大空と大地の中で」）が含まれていることが分かった。放送時期が第44回衆議院議員総選挙の期間中であり、放送で政治的な公平性を確保するため（放送した場合、公職選挙法に抵触する危険性が浮上した為）全国放送を延期した」としている。なお予選会の放映については地上波ではもともと島根県のみでのローカル放送だったため、予定通り9月5日未明（4日深夜）に放送された。これに伴い、宇都宮局は、当初収録予定だった栃木県那須塩原市大会を急遽生放送にする対応を取った。
- 2007年3月25日は東京都練馬区での生放送を予定していたが、能登半島地震で放送休止となり、4月1日の収録放送に変更された。また4月1日（3月4日収録）に放送予定だった佐賀県玄海町は4月8日[注 36]に、4月8日（4月1日収録）に放送予定だった広島県廿日市市は6月3日にそれぞれ変更になった[注 37]。
- 2010年2月28日は大分県別府市での生放送を予定していたが、チリ地震の（大）津波警報発表で放送休止となり、1週後の3月7日16:00 - 16:45[注 38]の収録放送に変更された（一部の放送局を除く）[注 39]。
- 2011年7月10日は鳥取県倉吉市からの生放送であったが、体調不良で休養中の松本の代役として前任者の徳田が司会を務めた。なお、番組内では松本の件については触れられなかった[46]。しかし、翌日になってNHKが松本を降板させ、徳田を復帰させることを発表した。これは松本が医師から「心身のバランスが崩れている」と診断され、当分の期間休養にすることになったためである[注 40]。
- 2012年1月8日の佐賀県佐賀市からの放送はNHKワールド・プレミアムのみ15分遅れのディレイ放送となった。これは『日曜討論』の放送終了時間が当初予定していた10:30から10:45に拡大されたことに伴い、次番組の10時のニュースと大型ドキュメンタリードラマ『開拓者たち』の放送が予定より15分遅れで開始（後者の放送時間は10:50 - 12:20）し、当初は総合テレビより5分遅れで放送する予定だった「正午のニュース」も20分遅れのディレイ放送（12:20 - 12:30。関東地方のニュースは割愛）に変更されたことによる放送時間変更であった。
- 2012年4月1日の三重県伊賀市からの放送はNHKワールド・プレミアムのみ16:05 - 16:50のディレイ放送に変更された。これは当該時間帯に『仕事ハッケン伝 直前スペシャル』が編成されているが、元々は第84回選抜高校野球の決勝または準決勝が同時放送されるための時間変更であったものの、雨天順延などで日程がずれ込んだためだった。
- 2012年9月16日は和歌山県和歌山市からの生放送であったが、正午のニュースが延長されたため12:20 - 13:05に遅延。
- 2012年11月4日の愛媛県西予市からの放送は北海道・釧路局（釧路・根室地区）の総合テレビのみ「第44回NHK杯アイスホッケー大会 小学校の部 決勝」の中継のため、本番組はマルチ編成メインチャンネルの放送に変更（11:54の気象情報と正午のニュースも含む）。マルチ編成による放送は極めてまれなケースである。
- 2013年6月23日の北海道厚沢部町からの放送は、『沖縄戦没者追悼式』の放送により、50分繰り下げで13:05からの放送となった。
- 2013年9月8日は香川県まんのう町からの生放送であったが、正午のニュースが2020年東京オリンピック関連報道で拡大されたため、15分遅延で12:30 - 13:15の放送となった。
- 2014年6月15日の島根県雲南市からの生放送は2014 FIFAワールドカップブラジル大会関連の特別編成（日本対コートジボワール戦他）を実施する都合により13:05 - 13:50に時間を繰り下げて実施。
- 2014年8月10日の北海道千歳市からの生放送は台風11号関連ニュースに差し替えられたため、同年8月17日に秋田県男鹿市からの生放送の後ニュースを挟んで13:05 - 13:50での収録放送となった。なおこの日は前日・8月9日のうちに高校野球の開催中止が決まっていたため、通常放送であればラジオ第1と同時放送になる予定だった。
- 2014年9月28日の福井県坂井市からの生放送は、前日昼前に噴火した御嶽山関連のニュースを放送した影響で、10分遅延の12:25 - 13:10の放送に変更された。
- 2015年1月25日の佐賀県唐津市からの生放送は、ISILの人質関連のニュースを放送した影響で、5分遅延の12:20 - 13:05の放送に変更された。
- 2015年2月1日の大阪府大東市からの生放送は、ISILの人質関連のニュースを放送した影響で、15分遅延の12:30 - 13:15の放送に変更された。
- 2015年7月26日の埼玉県春日部市からの生放送は、調布市PA-46墜落事故関連のニュースを放送した影響で[注 41]、5分遅延の12:20 - 13:05の放送に変更された。
- 2016年2月7日の大阪府吹田市からの生放送は、北朝鮮ミサイル発射のニュースを放送した影響で、35分遅延の12:50 - 13:35の放送に変更された[47]。
- 2016年4月17日は愛媛県新居浜市からの生放送を予定していたが、4月14日から続く熊本地震の影響で放送休止となり、同年5月4日の15:05 - 15:50の収録放送（北海道地方を除く。ラジオ第1放送における同時放送はなし[注 42]）に変更された[48][注 43][注 44]。なおゲスト歌手の一人には、奇しくも熊本地震の被災地である熊本市出身の島津亜矢（もう一人は開催地・新居浜市出身の水樹奈々）がいたため、冒頭では島津が被災地にエールを送った。
- 2017年2月12日の岡山県高梁市からの生放送は、大雪情報と、この日午前中にあった北朝鮮によるミサイル発射のニュースを伝えるため、放送を13:00から13:45に繰り下げる処置をとった。このため13:05 - 13:50に予定していた地域情報番組は放送休止・19日以後に延期（アンコールや再放送である場合はお蔵入り）となった。
- 2017年11月5日は岩手県奥州市からの生放送だったが、正午のニュースがドナルド・トランプ米大統領来日関連を中心に伝えたため5分遅延。12:20 - 13:05の放送となった。:* 2018年7月8日は岡山県美作市からの生放送を予定していたが、平成30年7月豪雨の影響のため前日の予選会を含めて開催そのものが中止。総合テレビ・ラジオ第1ともに正午のニュースを13:15まで延長して放送。
- 2018年9月30日は秋田県由利本荘市からの生放送を予定していたが、台風24号の接近のため、10月6日（土）13:05 - 13:50[注 45]に臨時枠移動の上収録放送に変更された[注 46][49]。総合テレビ・ラジオ第1ともに正午のニュースを18:45まで延長して放送[注 47]。
- 2021年7月4日の長崎県島原市からの生放送は、正午のニュースが延長されたため、20分遅延の12:35 - 13:20に放送した[50]。
- 2021年12月12日の熊本県熊本市からの生放送だったが、12:31頃に関東地方で発生した地震に伴い、4分後に関連のニュースに切り替え、放送を打ち切った[51]。該当回は収録放送となり、九州・沖縄ブロックでは12月19日12:15から[注 48]、全国では総合テレビで2022年1月9日、ラジオ第1で1月10日に改めて放送した[52]。
- 2022年5月22日の鹿児島県東串良町からの生放送だったが、12:24頃に緊急地震速報が発表された。1分後に地震関連のニュースに切り替え、放送を打ち切った。該当回は収録放送となり、九州・沖縄ブロックでは5月29日 12:15から[注 49]、全国では総合テレビで6月4日 10:30 - 11:15[注 50][53]、ラジオ第1で5月29日に改めて放送、ワールド・プレミアムでは6月11日 9:30 - 10:15に放送した。
- 2024年2月11日の島根県松江市からの生放送だったが、出場者が歌唱中だった12:36頃に緊急地震速報が発表された。歌唱は中断され、廣瀬が「ただいま緊急地震速報が入りました」と伝えたあと、地震関連のニュースに切り替え、放送を打ち切った。該当回は収録放送となり、発令された瞬間をカットし、その部分から撮り直し2週後の同年2月25日 12:15 - 13:00に改めて放送された。当日は本来チャンピオン大会の翌日の休止日のため、該当枠に決定した。また、2023年の「熱唱熱演名場面集」をチャンピオン大会直前の2024年2月24日 17:13 - 17:58に放送している。
- 2024年7月14日の滋賀県甲賀市からの生放送は、正午のニュースが延長されたため、5分遅延の12:20 - 13:05に放送した[54]。

- 2011年3月13日は東北地方太平洋沖地震（東日本大震災）の報道特番のために休止。奇しくもこの時の予定会場は、地震で被害を受けた福島県田村市であった。翌週3月20日も放送・開催自体が危ぶまれたが、大分県宇佐市からの放送が実施された。ただし、放送日は予定通りではあったが、東日本大震災の特設ニュースが組まれた関係で総合テレビとNHKワールド・プレミアムは13:00 - 13:45の時差生放送・ラジオ第1とNHKワールド・ラジオ日本は13:10 - 13:55とテレビより10分遅れのディレイ放送にそれぞれ変更となった。なお、東北地方は総合テレビ・ラジオ第1とも東日本大震災関連のニュースに差し替え（テレビ放送での振替放送も行われず、東北地方では未放送に終わった）、BS2は放送休止となった。また、3月27日の栃木県日光市は開催が中止になったため放送休止となった。
  - なお、福島県田村市での開催は奇しくも曜日配列が同じだった2022年3月13日に改めて行われた。また、この模様は『11年ごしののど自慢「福島 田村市 2011⇒2022」』とのタイトルで2022年4月29日に総合テレビにて放送された[55]。
- 2011年3月20日の放送では、ゲストの八代亜紀・鳥羽一郎（元漁師で、被災地の漁業関係者とも交友がある）が被災地へエールを送った（ただし前述のとおり、東北ブロックでは休止）。また、八代が「人生の贈りもの」を歌唱中に感極まって歌えなくなる場面もあり、会場から拍手が沸き起こった。
- 2011年4月3日は富山県砺波市からの生放送を予定していたが、ニュース放送枠拡大や震災関連番組と2011年5月22日開催予定だった宮城県岩沼市（津波で約180人が亡くなった）の開催が中止で番組放送調整のため休止。ただ、開催自体そのものは録って出し収録として予定通り行われ、翌週の4月10日に録画・録音でそれぞれ放送された。放送時間は総合テレビとNHKワールド・プレミアムはニュース延長の関係で12:30 - 13:15に放送。ラジオ第1とNHKワールド・ラジオ日本は通常通りの時刻での放送となった。東北ブロックでは3月5日のチャンピオン大会以来の本番組放送再開となった。この日は総合テレビにおける時報スーパーの表示がなかった。4月10日生放送予定だった東京都八王子市は宮城県岩沼市の公演が中止となった5月22日にその振り替え扱いとして録画・録音放送に変更された。
- 2011年8月28日は埼玉県三郷市からの生放送を予定をしていたが、計画停電を実施された場合の混乱を避けるために、生放送を収録に変更し実施時間を変更した。8月28日の生放送を10月2日の録画・録音に変更され、元々10月2日に録画・録音放送予定だった（8月21日収録）北海道恵庭市は8月28日の録画・録音に変更された。
- 2011年9月11日放送回は、地震と津波で被害を受けた岩手県久慈市からの公開生放送が行われた。津波の被害を受けた被災地からは、震災以降では初の放送となる。この日は震災から半年になり、復興イベントとして30分の拡大放送となる。岩手県久慈市の出場者以外に宮城県から5組、福島県から5組の合計30組が出場した。
- 2012年3月11日は東日本大震災発生から丁度1年を迎える特集番組『明日へ〜震災から1年〜』の放送のため番組自体休止（3月4日の第67回びわ湖毎日マラソン中継に伴う休止に次ぐ2週連続の番組休止）。
- 2013年3月10日は、震災直後に開催が中止された宮城県岩沼市から30分間拡大して放送された。この日の出場は25組で、前半と後半に分けて行われた。エンディングではNHK復興支援ソングである「花は咲く」を会場全体で大合唱して締めを飾った。また、通常放送では珍しく客席のリポーターを配置し、仙台放送局アナウンサーの谷地健吾が務めた（通常はチャンピオン大会でしか客席のリポーターを配していない）。
- 2013年8月4日は、愛知県豊川市からの生放送で、出場者が歌唱中に宮城県沖を震源とする地震が発生し（東日本大震災の余震。石巻市で最大震度5強を観測）この地震に対する緊急地震速報が発表された[注 51]。鐘の後、小田切がそのことを説明し、視聴者に対して強い揺れに警戒するよう呼び掛けた。その後地震関連のニュースに切り替えられ、その日はそのまま途中で番組が打ち切りとなった。これまで地震や台風等の災害、臨時ニュースで番組が中止になることがあったが地震等の災害で途中で打ち切りになるケースは、番組が開始してから始めてとなった[注 52]。これを受け8月24日 16:05 - 16:50から改めて収録放送した（一部地域を除く）[注 53][注 54]。なお、ラジオ第1とNHKワールド・ラジオ日本では同年9月7日 9:05 - 9:50から放送された。
- 2015年9月26日 19:30 - 20:45には番組開始70周年キャンペーンのイメージキャラクターであるSMAPをゲストに迎え『SMAPプレゼンツ NHKのど自慢in山田町』を震災の被害が大きかった岩手県山田町から収録で放送した[56]。
- 2016年3月13日は『東日本大震災から5年特集』の関連番組として震災の被害を受けた福島県広野町からの公開生放送を30分の拡大放送。ゲストの前川清・八代亜紀に加えてスペシャルゲストで香取慎吾（SMAP）と2013年に福島県を舞台とした大河ドラマ『八重の桜』で主人公を演じた綾瀬はるかが出演した[注 55]。
- 2019年3月10日は『特集 明日へつなげよう〜東日本大震災から8年〜』の関連番組として震災の被害を受けた宮城県気仙沼市からの公開生放送を30分の拡大放送。25組が出場し、ゆず・福田こうへい・丘みどりの3組がゲスト出演した。

- 2020年3月1日の岡山県高梁市の回より、番組および予選会・公開生放送そのものが中止され、[32]同年3月20日にチャンピオン大会をNHKホールから生放送で行う予定だったが、これも中止になった[57]。後日、参加予定だったチャンピオンへの取材と出演予定だった審査員に歌声を聴かせた模様を織り交ぜた特番を本番組の放送枠で放送している。
- 2020年3月29日に栃木県佐野市からの生放送で2020年東京オリンピックの聖火リレーとのコラボ企画も予定されたがオリンピックはもちろん聖火リレーも翌年へ持ち越しになり、本番組自体も休止に伴い、コラボ企画も中止となった[58][59][60]。
- 2020年4月5日にNHK放送センターのスタジオから『NHKのど自慢～いつでも明るく楽しく元気よく～』と題して、一般出場者からよく歌われる名曲をプロの歌手10組が出演して、熱唱する予定だったが、放送予定日前日に中止が決定し、該当時間帯は昨年のチャンピオン大会名場面集を放送した[61]。
- 休止期間中については、4月は主に他番組の再放送を編成していたが、5月は『NHKのど自慢 スペシャル』と題し、過去の名場面集などの特別編を編成していた。ただし、不定期に特別番組『泉谷・さだの"ふんばれ!ニッポン"』を放送することがある。6月下旬からは『うたコン』の再放送を編成していた。ラジオ第1では内容により、10:05 - 11:50に放送している『子ども科学電話相談』の拡大版に差し替える場合があった[62]。
- 2020年8月23日に収録を予定しているNHK大阪ホールの回からの再開が7月1日に発表されたが[63]、感染の再拡大を受け、8月13日に再び開催中止が発表された[64]。
- 2020年10月4日の長野県須坂市から7か月ぶりに再開し、当面は観覧を親族などの応援団と予選参加者に限る形で生放送を行っている[33][65]。しかしながら、再開後も10月18日の島根県川本町、11月1日の青森県弘前市、11月29日の北海道音更町、12月13日の茨城県取手市、2021年1月10日の長崎県平戸市、1月31日の栃木県足利市、2月7日の奈良県田原本町、2月14日の大分県日田市、3月14日の神奈川県海老名市、4月11日の愛媛県今治市、4月25日の大分県臼杵市、5月2日の宮城県富谷市、5月9日の大阪府門真市、5月16日の北海道当別町、5月23日の岐阜県関市、5月30日の宮崎県高千穂町、6月13日の京都府舞鶴市、9月12日の兵庫県姫路市、9月19日の愛知県一宮市、9月26日の群馬県桐生市、2022年1月30日の福岡県北九州市、2月6日の広島県坂町、2月20日の長野県佐久市、2月27日の三重県伊賀市の開催が中止された[43][66][67]。2020年11月以降は、開催中止が発生した場合の代替企画として、歌やダンスなどのパフォーマンスを披露する視聴者投稿動画を紹介する『NHKのど自慢〜おうちでパフォーマンス〜』を放送している[68]（総合テレビのみ。ラジオ第1では以前から不定期特番として放送されていた『マジカル・ポップ・ツアー』を主に編成する。ただし2021年1月10日の総合テレビについては、緊急事態宣言再発令を受けた報道特別番組が首都圏ブロックローカルで編成されたため『おうちでパフォーマンス』も放送せず、他地域向けに別番組の再放送が裏送りされた）。その他、後述の『こどものど自慢』等が行われている。週によっては、NHKの別の歌番組（『うたコン』、『はやウタ』等）の再放送・総集編が放送されることもある
- 2021年2月27日にチャンピオン大会をNHKホールから生放送で行う予定だったが、2年連続で中止。
- 2022年3月5日にチャンピオン大会をNHK大阪ホールから生放送で行う予定だったが開催延期となり、翌日の本番組の放送枠では「頂点を目指す10組のチャンピオン」と題し、前年度分も含め、参加予定だったチャンピオンへの取材と近況報告で構成した特番を放送。チャンピオン大会は同年5月4日にNHK放送センターCT-101スタジオで3年ぶりに開催された。

## 番組構成

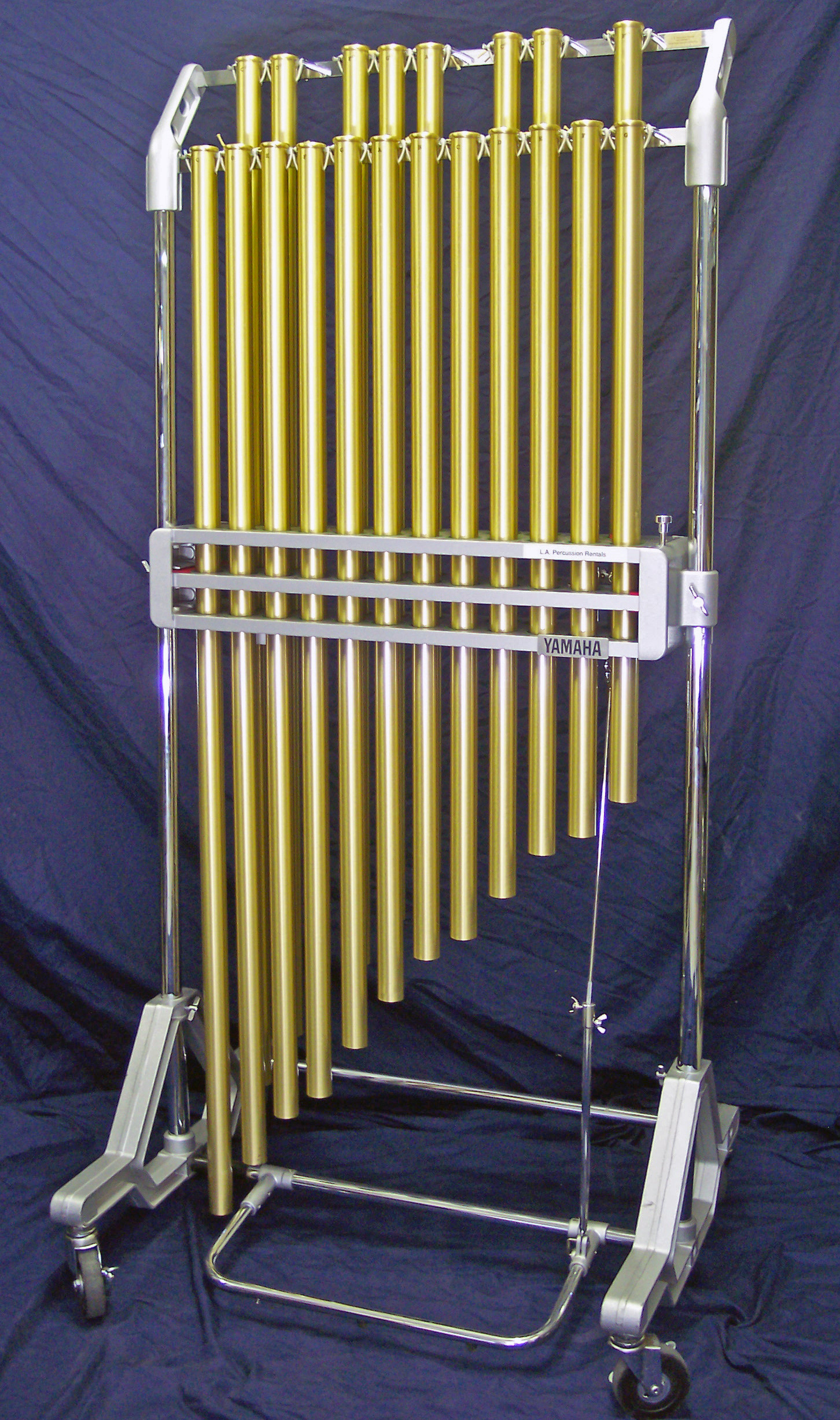
番組中「鐘」と呼ばれる『チューブラーベル』

### オープニング
オープニングは鐘（チューブラーベル）の音で始まり、チューブラーベルを打ち鳴らしている生画面を背景に、番組タイトルロゴを表示する。(2017年4月～9月の間は撮影したチューブラベルを打ち鳴らした画面を背景で流していた。)以前は鐘の音に引き続いてオープニング音楽をBGMにステージに出場者が登場する様子を映し出していたが（出場者は左右から登場し、会場は手拍子）、2016年度（2016年4月3日放送分）から開催地の紹介VTRと「今日は〇〇県〇〇市から！」テロップが流れるようになり、出場者の入場がなくなった。2017年1月からはテーマ曲と同時に小田切の開催地のナレーションが入るようになった。オープニングの後半では客席にいる出場者を映す（コロナ禍まではハンディカメラで舞台上にいる出場者を映していた）。テーマ曲の終わる寸前にステージ上手側（観覧席から見て右側）からゲスト、ステージ下手側（観覧席から見て左側）から司会者が登場し、その後に会場後方からの引きの画面またはステージ側から会場全体を映す画面にスイッチして開催施設（例：○○市民会館など）を表示する。なおテーマ曲は2017年度（2017年4月2日放送分）よりマイナーチェンジし短縮され、2021年度（2021年4月4日放送分）からはオープニングでの鐘の生画面がなくなりオープニングの生演奏が行われなくなり収録した関東甲信越地方の音源を使用して、司会者の画面から挨拶が始まり開催地の映像とテロップとゲスト名のテロップが出て、客席から出場者を映したあとトップバッターが登場する形に変わった。
オープニング音楽、番組タイトルロゴ（1995年4月にNHKのロゴが変更、2020年4月からNHKのロゴの三つのたまごが外された以外）は、タイトル変更当初から使用されていたが、2023年度からはタイトルロゴはひらがなの『NHKのどじまん』に変更された。これまでテロップは白文字だけの表示で放送局（開催地方）で番組タイトルロゴ・開催地名・「今週のチャンピオン｣·司会者名の文字配置のテロップが違っていたが、2011年度（2011年4月10日放送分）以降はカラー表示のテロップで番組タイトルロゴ・開催地名・「今週のチャンピオン」のテロップが、2013年度(小田切担当)から司会者名・ゲスト名・会場名などの文字配置が全国統一になって、さらに2016年度からは司会者とゲストの名前と会場名がカラー表示になり「今週のチャンピオン」のテロップが「チャンピオン」のテロップに変わった。
2017年度から番組ロゴカラーテロップの一部が変わり4月～9月までは番組ロゴがアニメーションになっていたが、10月から今まで通りの静止画テロップに戻った。2020年10月の放送再開から番組ロゴのNHK部分のカラーテロップの色が変わり、2021年度からは右上に小さく表示される形に変更された。

### 挨拶
番組テーマ音楽の終了と同時に中央で司会者が挨拶する。従来は『（皆さん）こんにちは。NHKのど自慢 司会の○○です』というものであったが、松本和也に司会が交代された2010年度からは『（日曜のお昼は）明るく、楽しく、元気良く。『NHKのど自慢』 司会の〇〇です』と言っていた（カッコ内は松本のみ）。
しかし、2011年3月20日放送分（開催地・大分県宇佐市）以降は、同年3月11日に発生した東北地方太平洋沖地震（東日本大震災）の被災地域の心情を考慮して、前述の口上を自粛（事実上取り止め）していたが、同年9月18日放送分（開催地・群馬県桐生市）から震災から半年を迎え、前述の口上を復活した（この時点で既に司会者は徳田に代わっていた）。その間『皆さんこんにちは。『NHKのど自慢』 司会のアナウンサー松本和也（後任司会者も同様）です』というのみの挨拶となった。
なお、2013年度から担当している小田切千も『明るく、楽しく、元気良く』の口上を踏襲し、口上の前に松本時代には言っていなかった「皆さんこんにちは。」という挨拶を入れていた。ただしこちらも2016年4月の熊本地震の発生に際し、同地震発生後最初の放送となった2016年4月24日放送分（開催地・北海道稚内市）と、同地震直後に収録された2016年5月4日放送分（同年4月17日収録、開催地・愛媛県新居浜市）では、被災地域の心情を考慮して、この口上を自粛（放送日はいずれも関東地区基準）。同年5月1日の生放送で口上が復活した。
司会者は自己紹介に続いて「今日は（例：○○県○○市）からの生放送です」と述べ、（当初はオープニングでゲストと司会者が登場した後、手拍子をしている会場の画面を背景に表示していたが、オープニングの変更と同時に現在の体制となっている）。
続いてゲストをデビューの早い順に紹介。ゲスト紹介が終わると、「出場者の皆さんです!」と出場者を紹介し（司会者とゲストが一旦避けて後ろにいる出場者を映している。2020年のコロナ禍の休止が明けた一時期はカメラが客席で控えている出場者の画面に切り替わっていた）、オープニングで流れていた開催市町村の紹介「VTR映像」を改めて流す。これに関して2017年4月2日放送分（開催地・広島県東広島市）からは同テーマ音楽のマリンバテイストによるアレンジBGMが挿入されている。流された後、出場者が順番に歌っていく（それと同時に他の出場者は席に着席する）。
小田切時代の途中から上記の流れが短縮され、司会者が「皆さんこんにちは、『NHKのど自慢』です。ゲストをご紹介しましょう…」と言って、先にゲストを紹介した後に「そして司会は私、小田切千です!」と自己紹介を行い、それから出場者を紹介するようになった。コロナ禍以後はそれ以前の司会者の挨拶→ゲスト紹介→出場者の紹介に構成を変えていたが、2021年度（2021年4月4日放送分）からはオープニングの短縮で開始時に司会者が挨拶と出場者の紹介はするものの、ゲストの紹介は廃止されていきなり1人目の披露に移るようになり、その披露後にテロップで名前を表示する程度となっていた。しかし、2022年3月13日放送分からは1人目の披露前にゲスト紹介を復活させている。開催市町村の紹介は2021年4月4日から出場者2組の歌唱終了後に変更された。
廣瀬・二宮による司会に替わった2023年4月2日分（開催地・新潟県村上市）からは開始時の口上は『日曜お昼は『のどじまん』!』に変わり、挨拶は開催地と出場者紹介後になった。フレーズも『「あなたの町のみんなのステージ」、『NHKのどじまん』皆さんこんにちは。司会の○○です、どうぞよろしくお願いします。』に変更された。同テーマ音楽と開催市町村の紹介VTR映像の際に流れるアレンジBGMも葉加瀬太郎編曲によるヴァイオリンテイストに変更された。また、紹介VTR映像はその回を担当する地域放送局のディレクターがリポートを行う形に改められた。
ラジオと同時放送ではあるが、司会者は番組冒頭の挨拶時に番組名・司会者名・ゲスト名（以前は会場名も）を述べるため、ラジオ向けのアナウンスは特に付け加えられてはいない。

### 本編
各出場者がステージへ入場・着席後、ステージ中央に上がって歌を披露する。この時点で、出場者は出場番号と曲名のみを言う。
宮川泰夫が司会となった1993年度からは放送開始とともに全出場者が入場し、ステージ上手側（観覧席から見て右側）に座って先行出場者の歌に合わせて手拍子や身振りなどをしつつ自分の番を待ち、合否の鐘の後はインタビュー後にステージ上の席に戻る。
出場者の合否審査は、別室に控えた審査員が、テレビ画面で歌を聴きながら「歌唱力と表現力、そしてキャラクターを総合して審査」している。
出場者が途中まで歌ったところで、審査結果が鐘を鳴らす担当者に伝えられ、鐘（チューブラーベル）を打つ数によって会場に知らされる。1音（ド）と2音（ド・レ）では不合格。2000年代頃より不合格の場合でも大抵は2音である（鐘1音の出場者がいない回が大半）が、余りにも音程が外れていたり、歌詞が全く出てこなく歌う事すら出来なくなってしまった場合等は現在でも鐘1音の判定となる場合がある。合格になると「ドシラソドシラソドーミーレー」という合計11音のチューブラーベルが鳴る。この合格の際に鳴らす鐘を、司会者は「鐘3つ」と表現するが、これは頭から8音は注意を引くための装飾音であり、後ろ3音に歌唱力に対する評価を表す意味合いがあるためである。（秋山は特に後ろ3音を溜めて重点的に叩く。）また、2020年のコロナ禍までは合格の鐘が鳴った瞬間、合格した出場者が司会者と抱き合う場面も稀にあったが、休止が明けた後は一時期そのような場面は無くなっていた。
伴奏は判定の鐘で止められるため、合否にかかわらず、歌を最後まで歌い切ることは出来ない（ワンコーラス歌い切ったところで、判定の鐘が鳴ることはよくある）。
出場者の歌唱後に司会者がゲストに感想を求め、ゲストが応えるという演出もよく行われるほか、ゲストの持ち歌を歌唱する出場者とは歌唱後にトークをすることが恒例（出場者の元へゲストが来てトークしている）。合格者はひとしきりトークが終わると、司会者に振られて出場者が居住地と氏名を言う。
2015年4月5日の放送（愛媛県八幡浜市）から、画面右上に開催地「（雀のロゴ）○○県□□市（改行）生放送」が表示され（いわゆるテロップ表示）、出場者が歌唱中には画面右下に曲名（2016年4月3日の鹿児島県日置市の放送からは歌手名を追加）が表示されている。ここ最近テレビ画面に開催地名のテロップ表示があるため、スタジオセットについている開催地名の看板がついていない地方が多くなっている。昭和の後期頃から現在にかけて、おおむねセット左側に付けられている番組ロゴの看板は円形、開催地名の看板も円形で丸ゴシックフォントのものが多かったが、近年制作された開催地看板は角が丸い四角形でゴシックフォントの物も見られる。旧番組名時代は、舞台中央上部にNHKのど自慢素人演芸会と書かれた看板が掛けられていた。
2017年4月2日の放送（広島県東広島市）からは画面左下に出場者の略歴が表示されている。
2017年10月1日の放送(群馬県太田市)からは出場者の曲目の横に出場番号が追加され、略歴のカラーテロップが変更された。年末の『熱唱熱演名場面』では、『生放送』の上から放送日が記されたテロップを、右下の曲目テロップも上から番号を外した同じテロップを被せて隠している。
2020年のコロナ禍による休止が明けた後から2023年3月26日放送分まで、バンド・ゲスト・出場者の全員が距離を取るようになっていた。バンドは舞台左側から全体に広がり、ゲストは従来出場者が座っていた場所に座るようになった。そうした事情や舞台に収まらなくなることもあり、出場者は客席前列にて待機するようになっていた（応援も含め客席は2人分以上席を離している）。
コロナ禍の制限が幾分緩和された事とバンドの廃止に伴い2023年4月2日の放送からは1992年度までの形式にさらに近くなり、出場者はオープニングが終わると全員セット裏に戻り、自分の出番が来るとステージ中央から登場して歌唱した後、合格・不合格に関係なくトークを行い、出番が終わった後はステージ上の上手と下手に設置された座席に着席する形になっている。座席はコロナ禍の時期を除いて27年間、長年ステージ上に平に置かれた長椅子だったが、このリニューアルにより雛壇に個別に椅子を置くスタイルとなった。

### ゲスト歌唱・審査
全員の出場者が歌い終えた後、鐘奏者の紹介を行い、ゲストの歌手（演歌歌手であることが多い）2組が1曲ずつ歌う。原則としてデビューの遅い歌手から歌う。2組目の場合、衣装をそれまでのものと変えて出る歌手もいる。例外として2023年9月3日の放送ではゲストは野口五郎、岩崎宏美と通常通り2組だったが、両者によるデュエット曲を披露したため歌唱は1組分となった。2020年のコロナ禍による休止明け後はバックダンサー付きでの歌唱もある（出場者は客席のため）。歌詞テロップは出ず、字幕放送の機能で代替している。バンドがあった時代は歌唱終了後にバンドメンバーの紹介を行ってから鐘奏者を紹介していた。

### 結果発表
その間に審査が行われ、ゲストの歌手の歌唱後、審査結果の発表へと続く。特別賞が表彰され、合格者を紹介（合格者がステージ前列へ出る）した後、緊迫感のあるドラムロールとともにその週のチャンピオンが発表される。発表と同時に「今週のチャンピオン」のテロップと共にファンファーレが流れるが、2022年度までは生演奏で流れるのはチャンピオンのみだった。2023年度からは特別賞にもファンファーレとテロップが加えられるようになった。
その週のチャンピオン達成者にはゲスト歌手（2組目に歌唱した、ベテラン歌手）から、『のど自慢』の「の」の形をした大規模の盾が、特別賞にはやはりゲスト歌手（1組目に歌唱した、比較的若手の歌手）から「の」の形をした小規模の盾が授与される。その後、週ごとのチャンピオンの中からさらに審査の上、年に一度行われる後述のチャンピオン大会への出場者が選出され、グランドチャンピオンを競うことになる。
グループ出場者が特別賞やチャンピオンを受賞した場合、放送内では代表者1名に盾が授与されるが、放送後人数分の盾が用意され渡される。（出場者全員にも記念品が贈呈される。）
エンディングは全出場者・特別賞やチャンピオン受賞者を映しながら音楽を流し最後はチャンピオンを映した画面で左下にNHKプラスの案内とQRコード（一時期は番組公式URL）、右下に番組ロゴと「製作・著作NHK│〇〇」と製作局名テロップを表示しながら終了。（NHKロゴ変更前後の平成半 - 2020年度までは画面の左上に番組ロゴ、右下は 「終  製作・著作 NHK〇〇」といったように開催地域の放送局が製作局となっているが、昭和時代～NHKロゴ変更前の平成初期までは左上に番組ロゴ、右下は「終　NHK」としか表示されていなかった）
本放送終了後では、チャンピオンが再度歌唱することが恒例。一時期は、『のど自慢の歌』を全出場者とゲスト歌手で大合唱していたこともある。
2020年のコロナ禍による休止明け後から2023年3月26日放送分までは、特別賞・チャンピオン共にステージに上がらず、客席で起立する形になっていた（ゲスト歌手はそれぞれのトロフィーか盾を持って讃えるがその場所で授与はせず放送終了後に贈呈される）が、コロナ禍の制限が幾分緩和された2023年4月2日よりステージ上での盾授与も解禁された。また、コロナ禍の休止前はゲストの歌唱が終わると出場者は全員ステージ前方に並んでいたが、2023年度からは自分の席からは動かないまま番組が終了している。

## 出場申込・出場者の日程
2023年5月時点での情報。往復はがきやWEBで予選会出場者を募集。総数1000人以上から“出演動機”を精査し、200組に絞る。この時歌唱曲のリストも完成。本番前日、予選会は本番と同じ会場で行われ、カラオケシステムは予備を含めて2台を搬入する。200組の出場者を4つにわけ、50組ずつカラオケ音源で歌う。このカラオケはガイドメロディーもコーラスもオフにして歌唱力を審査する。イントロが長い曲は出場者の許可を得て短くして予選会をスムーズに進める。予選会終了後、地元局のコンテンツセンター長、番組担当のチーフプロデューサー、同じく番組チーフプロデューサーの中村雅郎、拠点局のエンターテインメント担当のチーフプロデューサーの4人が中心になって出場者20組を選出し、翌日のスケジュールが開いてるか確認する。当人や番組側の希望によりカラオケのキーを変更する。スタッフはカラオケを音楽制作ソフトに移し替え、イントロを短くする加工を行う。また古い音源はイコライジングを行っている。本番当日は午前中何度も練習することができる。特にイントロを短くした曲では入念なリハーサルをして本番を迎える。
申込方法
出場希望者は、往復はがきやWEBでに住所・氏名・年齢等に加えて歌いたい曲目（1曲）とその曲を歌っている歌手（グループ）名・選曲した理由を記入し、各地のNHK放送局に参加申し込みを行う。なお出場資格は長年高校生以上（正確には中学生を除く15歳以上）となっていたが、2015年4月5日放送分より中学生以上となった。
観覧希望者も往復はがきに住所・氏名・電話番号を記入して開催地のNHK放送局、市役所・町村役場、開催するホールなどに郵送する。そして抽選の上、入場整理券（抽選の合否結果）が応募者宛に返送されてくる。
予選会
書類選考により200組の予選出場者が選ばれ、各放送局から通知される。予選出場者は、収録（放送）日の前日（土曜日）に本番と同じ会場で行われる予選会に出場し、本番同様にステージ上で歌を披露する。なお、予選会は、本選と違い、会場によるが入場整理券を持っていない人でも自由に観覧できることが多い（ただし、満席の場合は、観覧席への入場を制限される場合がある）。動画撮影は禁止だが、ロビーで録画映像が流れる。
全員の歌唱が終わると、歌唱力と出演者のエピソードなどを加味して本番の出場者20組が決まる（2020年、コロナ禍による休止明け後は18組 - 19組の場合があった）。なお、出演順は、曲目や年齢のバランスを考慮して決められる。原則として予選会と同じ衣装で出演する。
本番
本番当日の流れは、基本的に以下のとおり。
- 放送開始前のリハーサル（8:30）
  - 出場者に続いて、ゲストも行うがこの際は出場者もその模様を間近に観られる。また昼食も用意される。

- 観客着席完了（11:45）
  - 番組スタッフが登壇し、観覧上の注意事項を説明するほか、応援の横断幕などの位置を確認する。来賓等の挨拶が入ることもある。

- 出場者入場、司会者登壇（12:00頃）
  - 司会者が会場に向けて挨拶する。司会者は本番直前までステージに残り、過去のエピソードを紹介する。2021年度と2022年度は司会者とゲストが板付きの状態で番組が始まるため、ゲストの登壇もこの間に行われていた。
  - かつてはその後出場者が一旦登壇し、数名がインタビューを受けた後、舞台袖で待機していた。なお、2020年のコロナ禍による休止明け後は司会者の登壇前に、出場者が客席の所定位置へ着席するが、出場者の入場の際にはテーマ曲のアレンジ版を流すことで休止以前の演出を残していた。2023年度のリニューアル以降は再び出場者が登壇するようになるが、司会者と出場者が板付きの状態で番組が始まるため、出場者は放送開始まで壇上に待機する形となった。

- 放送開始（12:15）
  - 司会者の挨拶、ゲスト歌手登壇
  - 出場者の歌唱と合否の判定（2組）
  - 会場地区の紹介映像
  - 出場者の歌唱と合否の判定（残り16組）
  - ゲスト歌手の歌唱（大体12:50過ぎ）
  - 特別賞と今週のチャンピオン発表（大体12:57過ぎ）

- 放送終了（13:00）

放送終了後
- 今週のチャンピオンのアンコール歌唱とゲスト歌手によるミニコンサート
  - 放送終了後はアトラクションとなり、チャンピオンがもう一度歌い、その後ゲストが1曲ずつ（2020年の休止以前は2曲ずつ）歌う。

## 出演者

### 司会者
宮田輝は、1963年 - 1966年まで隔週で放送された派生番組「あなたが選ぶのど自慢」の司会も兼任で担当した。
金子辰雄・吉川精一・宮川泰夫の3人は「平成17年度 NHKのど自慢チャンピオン大会」に特別出演。3人ののど自慢に対する思いを巨大な額に書いてもらった。特に金子は似顔絵を描いてくれた当時の子供本人とその家族との14年ぶりの感動の再会があった。
なお、1969年4月からの1年間は関東・甲信越ブロックでの中継を軸として、各中継会場が所在する放送エリアの放送業務を管轄する各地域本部在籍のアナウンサー各1名ずつ（ただし、例外あり）が交代で司会を担当する形が採られた。担当アナウンサーの詳細は別表の通り。
2023年4月より、番組開始以来初の女性司会者としてNHKアナウンサーの廣瀬智美が就任した。
| 期間      | 期間           | 司会                                                     |
| --------- | -------------- | -------------------------------------------------------- |
| 1946.1.19 | 1948.3         | 太田一朗、高橋圭三 大野臻太郎、宮田輝 ほか数人が交代担当 |
| 1948.4    | 1949.3         | 高橋圭三                                                 |
| 1949.4    | 1966.3         | 宮田輝                                                   |
| 1966.4    | 1967.3         | 大井安正                                                 |
| 1967.4    | 1969.3         | 大井安正（東日本） 生方恵一（西日本）                    |
| 1969.4    | 1970.3         | （各地域本部アナウンサー、別表参照）                     |
| 1970.4    | 1970.8.23      | 中西龍                                                   |
| 1970.8.30 | 1987.4.5       | 金子辰雄                                                 |
| 1987.4.12 | 1993.3.28      | 吉川精一                                                 |
| 1993.4.4  | 2005.3.27      | 宮川泰夫                                                 |
| 2005.4.3  | 2007.4.8       | 宮本隆治                                                 |
| 2007.4.15 | 2010.3.28      | 徳田章                                                   |
| 2010.4.4  | 2011.7.3、8.21 | 松本和也                                                 |
| 2011.7.10 | 2013.3.31      | 徳田章                                                   |
| 2013.4.7  | 2023.3.26      | 小田切千                                                 |
| 2023.4.2  | 現在           | 廣瀬智美 二宮直輝 による隔週交代担当                     |

| ブロック             | 司会者 |
| -------------------- | --- |
| 関東・甲信越ブロック | 大井安正（1969年8月3日放送が最終担当、同回の中継地は新潟）→中西龍（1969年10月5日放送以降の同エリアでの中継の司会を担当、初司会時の中継地は栃木。なお、同年度の全国コンクール決勝の司会も担当） |
| 北海道ブロック       | 奥村浩之（1969年6月15日放送で初担当） |
| 東北ブロック         | 中野宏信（1969年5月4日放送で初担当、同回の中継地は福島） |
| 東海ブロック         | 山田匡一（1969年4月27日放送で初担当、同回の中継地は愛知） |
| 中国ブロック         | 井上善夫（1969年4月20日放送で初担当、同回の中継地は鳥取）、佐々木謙介（1970年2月1日放送のみ、同回の中継地は岡山）                                                                              |
| 関西ブロック         | 生方惠一（1969年8月10日放送が最終担当、同回の中継地は滋賀）、中野道生（1969年9月28日放送のみ、同回の中継地は兵庫）、井上善夫（1969年10月19日放送のみ、同回の中継地は京都）                     |
| 四国ブロック         | 五木田武信（1969年7月6日放送で初担当、同回の中継地は愛媛） |
| 九州ブロック         | 瀬田光彦（1969年5月11日放送で初担当、同回の中継地は長崎） |

### 鐘奏者
出場者全員が歌った後、バンドメンバーは常に紹介されるが、鐘（チューブラーベル）奏者の紹介は、宮川担当から行われるようになった。
判定は鐘奏者によるものではなく、番組スタッフ・開催局の責任者・地方中心局の責任者などが行い奏者にヘッドフォンで指示しており、番組ホームページにもその旨が書かれている。鐘はかつては各地方で形や色、響きなどが違っていたが、2004年3月21日、福島県原町市の放送からバンドメンバーが一部違う北海道と近畿を除いて統一され、地方の鐘は2004年4月11日（2004年3月7日収録）福岡県大川市の放送が最後になった。さらに2011年7月（徳田 再担当）から関東甲信越地方の鐘も今まで使用していたメーカーを変更した。そして、2014年度からはチューブラベルの頭上部分にアクリルのカバーが付けられている。近畿地方は宮川の時代から2013年度まで、のど自慢のキャラクターのスズメが付けられていた。
| 期間     | 期間      | 鐘奏者       |
| -------- | --------- | ------------ |
| 1946以後 | （不明）  | 三上秀俊     |
| （不明） | （不明）  | 佐伯憲二     |
| （不明） | （不明）  | 三上秀俊     |
| （不明） | 1993.3.28 | （不明）     |
| 1993.4.4 | 2002.3.31 | 吉澤庸光     |
| 2002.4.7 | 2023.3.26 | 秋山気清     |
| 2023.4.2 | 現在      | （下記参照） |

| 期間     | 鐘奏者     | 備考                                     |
| -------- | ---------- | ---------------------------------------- |
| 4月2日   | 黒田英実   | NHK交響楽団                              |
| 4月9日   | 永札さとみ | 瀬戸フィルハーモニー交響楽団             |
| 4月16日  | 本田佐知子 | 熊本交響楽団                             |
| 4月23日  | 前田秀明   | 仙台フィルハーモニー管弦楽団             |
| 4月30日  | 黒田英実   | NHK交響楽団                              |
| 5月7日   | 片山陽平   | セントラル愛知交響楽団                   |
| 5月14日  | 植松透     | NHK交響楽団                              |
| 5月21日  | 伊藤拓也   | 九州交響楽団                             |
| 5月28日  | 大垣内英伸 | 札幌交響楽団                             |
| 6月4日   | 落合空千   | オオサカ・シオン・ウインド・オーケストラ |
| 6月11日  | 前田秀明   | 仙台フィルハーモニー管弦楽団             |
| 6月18日  | 金原俊     | 広島交響楽団                             |
| 6月25日  | 片山陽平   | セントラル愛知交響楽団                   |
| 7月2日   | 松﨑千草   | 長崎交響楽団                             |
| 7月9日   | 落合空千   | オオサカ・シオン・ウインド・オーケストラ |
| 7月16日  | 前田秀明   | 仙台フィルハーモニー管弦楽団             |
| 7月30日  | 久一忠之   | 東京都交響楽団                           |
| 8月6日   | 綱川淳美   | 東京交響楽団                             |
| 8月13日  | 片山陽平   | セントラル愛知交響楽団                   |
| 8月20日  | 山下陽子   | 宮崎シティフィルハーモニー管弦楽団       |
| 8月27日  | 金原俊     | 広島交響楽団                             |
| 9月3日   | 石川達也   | NHK交響楽団                              |
| 9月10日  | 落合空千   | オオサカ・シオン・ウインド・オーケストラ |
| 9月17日  | 井手瑞紀   | 佐賀市民吹奏楽団                         |
| 9月24日  | 白戸達也   |                                          |
| 10月1日  | 片山陽平   | セントラル愛知交響楽団                   |
| 10月8日  | 金原俊     | 広島交響楽団                             |
| 10月15日 | 前田秀明   | 仙台フィルハーモニー管弦楽団             |
| 10月22日 | 黒田英実   | NHK交響楽団                              |
| 10月29日 | 永札さとみ | 瀬戸フィルハーモニー交響楽団             |
| 11月5日  | 片山陽平   | セントラル愛知交響楽団                   |
| 11月12日 | 落合空千   | オオサカ・シオン・ウインド・オーケストラ |
| 11月19日 | 前田秀明   | 仙台フィルハーモニー管弦楽団             |
| 11月26日 | 永札さとみ | 瀬戸フィルハーモニー交響楽団             |

佐伯は、「佐伯のとっつあん」として知られる。元は近衛秀麿の側近で、新交響楽団（NHK交響楽団の前身）、東京放送管弦楽団のトランペット奏者を務めた後、番組初期の鐘奏者になった。
吉澤は、2002年1月に死去したが、2002年2月17日徳島県小松島市と2002年3月10日鹿児島県開聞町の放送はそれぞれ2002年1月13日、2002年1月20日に収録したもので、吉澤の出演は1993年4月4日 - 2002年1月27日である。
秋山は、東京芸術大学出身で、帝国劇場オーケストラや東京交響楽団、藝大フィルハーモニアなどに所属した後、2002年の2月と3月に体調不良の吉澤に代わって代理出演。その後、吉澤の死去に伴い2002年4月7日から正式に鐘の担当となった。2005年12月末 - 2006年1月の間の4回（収録の回数も含む）と2017年4月2日のみ秋山の病気入院のため出演を休み、2017年4月2日の放送は大舘信が代わりに出演した。
2023年4月2日放送分から固定の鐘奏者を配置せず、各地のオーケストラ奏者が担当する。

### 伴奏者
『のど自慢素人演芸会』時代はアコーディオンとピアノが交互に伴奏を担当していた。『NHKのど自慢』リニューアル後は生バンドが伴奏するようになった。
ステージの下手側（観覧席から見て左側）に、ピアノ、シンセサイザー、ドラム、ベース、ギターの編成で置かれ、ステージ中央付近（2016年度からはやや右側に移動）に鐘奏者の秋山がいる。2020年度からは感染防止の距離を保つためステージの下手側にピアノ（バンドマスター）·ドラム·ギター·ベース、上手側にシンセサイザー、2016年度から上手側に移動していた鐘が再び中央付近に移動した。約20年ぶりにバンドメンバーの配置が変わった。
ピアノ・編曲・バンドマスターは宮下博次・西原悟が入れ替りで担当（近畿地方は編曲のみが、ピアノ担当が不在の場合はピアノとバンドマスターを担当する。かつては北海道地方もピアノ担当がいたが、担当者が引退したため北海道地方も宮下・西原の両氏が担当している。）。シンセサイザー、ドラム、ベース、ギターは各地方の演奏者が担当する。また、民謡を歌う出場者がいる場合、それに合わせて三味線と尺八または三線の演奏者が追加された。
嘗ては、全出場者の歌の終了後のゲスト歌手が歌う際にも、バンドが伴奏（生演奏）していたが、2003年あたりからカラオケ（一部のゲスト·曲を除く）の再生に切り替えられた。
バンドのスペースには、どーもくん・うさじい・ワンワン・キョエちゃんなどNHKの番組キャラクターのぬいぐるみが置かれていた。
上述の通りバンド形態は2023年3月26日放送分を以って廃止され、同年4月2日放送分より伴奏はゲスト歌手の分も含めて全てカラオケに切り替えられた。この変更にネット世論では批判の声があがり、朝日、毎日、産経の新聞各紙も批判の声を報じた。この変更についてチーフプロデューサーの中村雅郎がデイリー新潮の取材に答えている。まず新型コロナの感染拡大で出演者の距離を取る必要が生じ、やむなく出場者に客席で待機してもらうことになったが、今後の感染流行を見据えてスペースは取れないと考えたこと、若い世代に人気の「打ち込み」の曲は生バンドでの演奏が難しいこと、全国各地にあったキャバレーがすたれ「箱バンド」がなくなったため、地方で初見演奏ができるミュージシャンを確保しにくくなったことをあげている。またコロナ流行期の予選会でカラオケ伴奏を取り入れたが、予選で歌えた出場者が本番の生バンドで総崩れするケースが多くみられ、本選もカラオケに統一する必要が生じたという。生バンドの長所として、伴奏に合わせられない高齢者に熟練ミュージシャンが演奏を合わせるエピソードがあげられるが、そもそも高齢者は歌いだしをCD音源で覚えているため、生バンドに合わせられないだけで、カラオケ伴奏に切り替え後はこのようなトラブルは見られなくなったという。

## 出場後プロデビューした主な著名人
- 美空ひばり[1] - 1946年（昭和21年）、9歳時に出場、鐘1つ。
- 桜井長一郎 - 1947年（昭和22年）、演芸部門第1回に合格。
- 荒井恵子 - 1948年（昭和23年）、第2回NHKのど自慢全国大会で高峰三枝子の「南の花嫁さん」を歌い優勝。
- 若原一郎[1] - 1948年（昭和23年）、関東・甲信越大会優勝。1978年（昭和53年）、日本一（後のチャンピオン）大会特別編にゲスト出演。
- 坂上二郎[1] - 1953年（昭和28年）、鹿児島県大会優勝。日本一（及びチャンピオン）大会に審査員を含めて複数回出演。
- 北島三郎[85] - 鐘2つ[4]。ゲストとしても何度か出演している。
- 五木ひろし - 福井県で合格。ゲストとしても何度か出演している。
- 森進一 - ゲストとしても何度か出演している。
- 島倉千代子 - 鐘2つ
- 牧伸二 - 声帯模写で10回出場し鐘1つ、その後漫談で出場し鐘2つ[1]。1978年（昭和53年）、日本一（後のチャンピオン）大会にゲスト出演。
- 里見浩太朗 - 2011年（平成23年）6月5日放送（奈良県香芝市大会）、2014年（平成26年） 11月15日放送（滋賀県近江八幡市大会）にゲスト出演。
- 倍賞千恵子[1]
- 京塚昌子[1]
- コロムビア・ライト[1]
- 三橋美智也[1]
- 遠藤実 - 鐘1つ。チャンピオン大会審査員で出演。
- 大津美子
- 田中星児 - 1968年（昭和43年）、全国コンクール・ポピュラー部門優勝。1978年（昭和53年）、日本一（後のチャンピオン）大会特別編にゲスト出演。
- 森若里子 - 17歳の時に島根県浜田市大会に出場。
- 保科有里 - 1982年（昭和57年）6月6日、石川県金沢市大会に出場し、大橋純子の「シルエット・ロマンス」を歌いチャンピオン。
- 小川はる子 - 1985年（昭和60年）チャンピオン。
- 晴山さおり - 1988年（昭和63年）度歌謡曲の部グランドチャンピオン獲得。1990年（平成2年）度グランドチャンピオン大会にゲスト出演。
- 市川由紀乃 - 15歳（高校1年生）で出場し、チャンピオン。
- 竹川美子 - 1991年（平成3年）12月15日、広島県江田島町大会に出場し、ゲスト・香西かおりの「恋舟」を歌い、チャンピオン。
- 水田竜子 - 1992年（平成4年）9月20日、北海道当麻町大会チャンピオン、1992年（平成4年）度グランドチャンピオン。
- 上杉香緒里 - 1993年（平成5年）10月24日、新潟県神林村大会チャンピオンでグランドチャンピオン大会出場。複数回ゲスト出演している。
- あさみちゆき - 1994年（平成6年）1月23日、山口県大和町大会チャンピオンで、1993年（平成5年）度グランドチャンピオン大会出場。複数回ゲスト出演している。
- 玉城千春（Kiroro） - 1995年（平成7年）1月29日、沖縄県浦添市大会チャンピオン。チャンピオン大会ゲスト出演歴あり。
- 逢川まさき - 1995年（平成7年）6月、熊本県竜北町（現・氷川町）大会、2003年（平成15年）4月、東京都江戸川区大会ともに合格。
- 石澤智幸（テツandトモ） - 1996年（平成8年）4月7日、東京都中野区大会でゲスト・山本譲二の「みちのくひとり旅」を歌いチャンピオン。2003年（平成15年）度チャンピオン大会にコンビでゲスト出演、以後特別番組にも登場し当時の映像も紹介。
- 青木隆治 - 1997年（平成9年）3月23日、神奈川県小田原市大会でチャンピオン、1998年（平成10年）度チャンピオン大会優秀賞。
- 荒牧陽子 - 1997年（平成9年）5月18日岡山県久世町大会でチャンピオン。チャンピオン大会出場。
- 光永亮太 - 1998年（平成10年）8月16日、東京都江東区大会に出場。この回のチャンピオンは同年度グランドチャンピオンに輝いた。
- 大城バネサ - 2001年（平成13年）度グランドチャンピオン。
- 藤澤ノリマサ - 音楽大学在学中に北海道地区大会でチャンピオン。
- 井上愛 - 2002年（平成14年）10月27日、福岡県岡垣町大会に出場し、鬼束ちひろの「流星群」を歌いチャンピオン。最初の20組に選ばれず21組目（補欠）で選ばれ、出場者が1組棄権したため補欠だった井上が本選に出場し合格でチャンピオンになった。そのほか、中学生時代は『BSジュニアのど自慢』に出演した。
- 長谷川俊輔（クマムシ） - 2002年（平成14年）、高校3年生で出場。KinKi Kidsの「硝子の少年」を歌い鐘2つ。
- 桜庭和 - 2002年（平成14年）12月29日の北海道江別市大会に出場しチャンピオンになり、2002年（平成14年）度のチャンピオン大会にも出場。
- MICA  - 2003年（平成15年）1月5日、熊本県松島町大会に出場。宇多田ヒカルの「FINAL DISTANCE」を歌いチャンピオン。
- ジェロ - 2003年（平成15年）10月12日、和歌山県新宮市大会に出場し、坂本冬美の「夜桜お七」を歌い合格。2008年（平成20年）10月19日放送（岐阜県高山市大会）でゲストとして初登場している。
- 三山ひろし - 2004年（平成16年）1月収録分（2月15日放送）の高知県土佐清水市大会で優勝、グランドチャンピオン大会出場。2012年（平成24年）3月18日放送（高知県高知市大会）でゲストとして初登場している。2022年（令和4年）4月3日放送の滋賀県東近江市大会などでゲスト出演。
- 砂川恵理歌 - 2005年（平成17年）5月1日、沖縄県嘉手納町大会でチャンピオン。
- 阿部真央 - 2005年12月の大分県臼杵市大会に出場。伊藤由奈の「ENDLESS STORY」を歌いチャンピオン。
- 清水博正 - 2006年（平成18年）度グランドチャンピオン。2008年（平成20年）12月14日放送（和歌山県和歌山市大会）でゲストとして初登場している。
- 北川理恵 - 2007年（平成19年）9月30日、千葉県船橋市大会に高校生時代に出場。本田美奈子.の「つばさ」を歌いチャンピオン。
- 山口賢貴 - 合格。
- 川野夏美 - 高校生時代に出場し合格。2014年（平成26年）8月24日放送（鳥取県米子市大会）でゲストとして初登場している。
- 渡辺大知 - 高校生時代に出場し鐘2つ。
- 米川真里絵 - 2010年（平成22年）3月14日の茨城県鉾田市大会に出場しチャンピオンになり、2010年（平成22年）度のチャンピオン大会にも出場。
- 長谷川萌美（Bitter & Sweet） - 2011年（平成23年）5月8日放送の新潟県魚沼市大会に高校2年生のときに出場。木村弓の「いつも何度でも」を歌いチャンピオン[86]。
- 徳永ゆうき - 2011年（平成23年）7月24日、大阪府熊取町大会に出場しチャンピオンになり、2011年（平成23年）度のチャンピオン大会にも出場し、グランドチャンピオン。2013年（平成25年）度グランドチャンピオン大会を含めて複数回ゲスト出演。
- 中澤卓也 - 2013年（平成25年）3月31日放送の新潟県長岡市大会に出場。森山直太朗の「さくら」を歌いチャンピオンになり、2013年（平成25年）度のチャンピオン大会にも出場。
- 櫻井麻耶 - 2013年（平成25年）5月26日の富山県入善町大会に出場しチャンピオンになり、2013年（平成25年）度のチャンピオン大会にも出場し、グランドチャンピオン。
- 岡咲美保 - 2014年（平成26年）11月30日の岡山県備前市大会に高校生時代に出場。ゲスト・水樹奈々の「DISCOTHEQUE」を歌いチャンピオン。
- 小山田祐輝 - 2015年（平成27年）4月19日の北海道岩内町大会に出場。ゲスト・氷川きよしの「獅子」を歌いチャンピオンになり、2015年（平成27年）度のチャンピオン大会にも出場し、グランドチャンピオン。
- 戸子台ふみや - 2015年（平成27年）9月6日の北海道浦河町大会に高校生時代に出場。やしきたかじんの「やっぱ好きやねん」を歌い合格。
- 原田波人 - 2016年（平成28年）6月12日の和歌山県九度山町大会に出場。ゲスト・長山洋子の「蜩 ～ひぐらし～」を歌いチャンピオンとなり、2016年（平成28年）度のチャンピオン大会にも出場。
- YURiKA - 2016年（平成28年）7月、埼玉県坂戸市大会でDALIの「ムーンライト伝説」を歌いチャンピオン。2014年（平成26年）には『第1回アニソンのど自慢G』でもチャンピオンになっている。
- 大場悠平 - 2016年（平成28年）11月20日の北海道幕別町大会に出場。清水翔太の「化粧」を歌いチャンピオンになり、2016年（平成28年）度のチャンピオン大会にも出場、グランドチャンピオン。
- 加藤大知 - 2017年（平成29年）9月24日、熊本県阿蘇市大会でnavy&ivoryの「指輪」を歌いチャンピオンになり、2017年（平成29年度）のチャンピオン大会に出場し、グランドチャンピオン。
- 舞乃空 - 2018年（平成30年）7月15日の大阪府柏原市大会に出場。石川さゆりの「能登半島」を歌いチャンピオンになり、2018年（平成30年）度のチャンピオン大会にも出場。チャンピオン大会では、この時のゲストとして出演した石川本人の前で本曲を歌唱した。
- 花耶 - 2018年（平成30年）9月2日の山梨県甲州市大会に出場。絢香の「みんな空の下」を歌いチャンピオンになり、2018年（平成30年）度のチャンピオン大会にも出場。

## テーマ曲
- 初期のテーマ曲（ - 1970年3月）は、作曲家天地眞佐雄（天地総子の父）によるもの。
- 1970年から鈴木邦彦作曲のテーマ曲を使用。
- アレンジのマイナーチェンジはあるものの、常にチューブラーベルは含まれている。
- 2017年4月、24年ぶりにテーマ曲がマイナーチェンジし（ギターの音色がメインになっている）、オープニングが短縮された。
- テーマ曲はエンディングのみ生演奏だった。地方（演奏者）でシンセサイザーの音、ドラムの叩き方、ピアノ・ギター・ベースの弾き方が違う。（放送時間が迫っているときと2021年度からオープニングは生演奏せず、収録したテーマ曲を流す。ちなみに音源は関東甲信越地方の音源を使用している。）
- 現行のテーマ曲（2023年4月2日 - ）は、鈴木の曲を葉加瀬太郎が編曲・演奏している。

## 国外での大会
NHKのど自慢では、1998年（平成10年）にブラジルの日系ブラジル人移民90周年事業として、サンパウロ市で初めての国外大会を開催した。以後、海外大会が多く行われるようになる。
この大会で、チャンピオンになると、毎年NHKホールで開催する「NHKのど自慢・チャンピオン大会」（次項）に出場できる。2005年を最後にしばらく開催されていなかったが、2011年10月2日に中華民国・台北市にある国立国父紀念館で、6年ぶりに開催された（10月29日土曜日の19:30から字幕放送付きで放送）。
過去の開催地
- 1998年（平成10年） -  ブラジル・サンパウロ
- 1999年（平成11年） -  ペルー・リマ
- 2000年（平成12年） -  アメリカ合衆国・ハワイ州ホノルル（スタン・シェリフ・センター Stan Sheriff Center）
- 2001年（平成13年） -  アルゼンチン・ブエノスアイレス（グラン・レックス劇場 Gran Rex）
- 2002年（平成14年） -
  -  アメリカ合衆国・カリフォルニア州サンフランシスコ（ビル・グラハム・シビック・オーディトリアム）
  -  中国・北京（北京展覧館）

- 2003年（平成15年） - 
  -  カナダ・バンクーバー（クイーン・エリザベス劇場）
  -  シンガポール（サンテック・シンガポール国際会議展示場）

- 2004年（平成16年） -  イギリス・ロンドン（アレクサンドラ・パレス）
- 2005年（平成17年） - 
  -  韓国・ソウル（世宗文化会館）
  -  メキシコ・メキシコシティ（セントロ・バナメックス Centro Banamex）

- 2011年（平成23年） -  中華民国（台湾）・台北（国立国父紀念館）

## チャンピオン大会
各週のチャンピオンに輝くと、更に厳正な審査（VTR審査）の上10 - 15組程度が、翌年2月末 - 3月初旬の土曜日（またはその頃の祝日）19:30 - 20:50の生放送（通常放送同様リアルタイム字幕放送が行なわれている）。東京・渋谷のNHKホールを会場に開く「NHKのど自慢 チャンピオン大会 20○○（丸の中には西暦が入る）」に進出し、その年の日本一ののど自慢（年間王者・年間女王）と優秀賞2組が決定する。司会は通常回を担当するアナウンサーでゲストには通常放送同様、歌手が2組（3組の年もある）招かれるほか、審査員にも5 - 7組の作詞・作曲家や芸能人・著名人が当たる。前年度チャンピオンが招かれた年もある（デビューしている場合）。グランドチャンピオンは表彰後に出場者をバックに歌唱曲を再度披露してエンディングとなる。
番組タイトルは、1969年度までは「のど自慢全国コンクール」、1970年度から「NHKのど自慢日本一大会」、1995年度から「NHKのど自慢チャンピオン大会」に変更。
例年はNHKホールで行われているが、1975年3月に開催された1974年度大会は大阪府池田市の池田市民文化会館（アゼリアホール）にて、1976年3月に開催された1975年度大会は札幌市の札幌市民会館にて、1977年3月に開催された1976年度大会は福岡市の福岡市民会館にて、1979年3月に開催された1978年度大会は広島市の広島郵便貯金会館（現：メルパルク広島）のホール（現：上野学園ホール（広島県立文化芸術ホール））にてそれぞれ行われた。それ以外にも、NHKホールが落成された1973年以前は不明。
以前は歌謡曲の部、民謡の部の2つで行っていたが、現在は部門別の審査ではなく、全てのカテゴリーから2組の優秀賞と、そして、栄光の日本一とも言えるグランドチャンピオン（優勝者）が出ることになっている。優秀賞にはシルバートロフィーが、グランドチャンピオン（優勝者）には、ゴールデントロフィーがそれぞれ授与される。更には、前項の海外公演のチャンピオンも1人か2人程度参加する。2001年度までは各地方で何名かを選出していたが、2002年度以降はビデオ審査で当選した者が出場する。
チャンピオン大会の演奏はザ・ニューブリード（ダン池田がバンドマスターを務めていた旧「ダン池田とニューブリード」）・東京放送管弦楽団で、指揮は宮下博次が担当。チャンピオン大会の編曲（アレンジ）は宮下博次・西原悟・河野成旺が担当。デジタル放送は5.1サラウンド放送となっている。
なお、2007年度からの演奏はサザンブリーズ・東京放送管弦楽団とが担当した。2008年度からの編曲宮下・西原が担当。
なお、関東・甲信越地方のバンドメンバーと鐘の秋山気清もチャンピオン大会の演奏を担当する。秋山は打楽器奏者で参加。
1980年代にはチャンピオン大会優勝者が翌週以降のNHK歌謡ホール（NHK歌謡コンサート、うたコンの前身番組）に出演していた時期もある。
土曜日または祝日に生放送されることから、終了の際に、翌週に放送される本編の場所が予告される。エンディングでは、『NHK紅白歌合戦』同様、クラッカーの演出もされている。（年によっては行われない場合もある）ラジオ第1でも同時生放送（特別番組でテレビが収録となった際も生放送した）、以前はBS（第2、ハイビジョン）でも数日後に放送していた。
2019・2020年度は新型コロナウイルスにより開催中止、2021年度も当初2022年3月5日にNHK大阪ホールから開催予定だったが、同年5月4日（水・祝）に開催された。総合テレビのみ17:00 - 18:00での放送となった。コロナ感染拡大防止対策を整えて、NHK放送センターCT-101スタジオでの非公開生放送の形で開催され、当大会は、2020・2021年度の2年間にわたり行われた大会の今週のチャンピオンに選ばれた出場者の中から、10組を選び、1時間に時間を凝縮して行った。2020・2021年度大会はグランドチャンピオンによる歌唱曲の再度披露を行わずにエンディングとなっていた。2020・2021年度大会からの演奏はnodo coneerto。指揮は宮下博次。編曲（アレンジ）は宮下博次、西原悟、斉藤真也が担当。鐘の秋山気清も打楽器演奏者で参加している。2022年度大会の編曲（アレンジ）は宮下博次、西原悟、斎藤真也、上杉洋史が担当。鐘（打楽器）担当の秋山は番組卒業とともに今大会で卒業した。2023年度大会の編曲（アレンジ）は宮下博次、斎藤真也、上杉洋史が担当。2023年度からバンドが廃止されたため演奏メンバーが若干変わった。また、通常の放送で廃止されたバンドもチャンピオン大会では引き続き起用されている。
| 年度（西暦）       | 優勝者（会場）                                           | 歌った曲                                           | 備考 |
| ------------------ | -------------------------------------------------------- | -------------------------------------------------- | --- |
| 昭和47年（1972年） | 中村匡伯                                                 | 「影を慕いて」                                     | |
| 昭和48年（1973年） | 藤田光男                                                 | 「江差追分」                                       | |
| 昭和49年（1974年） | 後藤清子                                                 | 「南部俵積唄」                                     | |
| 昭和50年（1975年） | 下山美幸                                                 | 「秋田長持唄」                                     | |
| 昭和51年（1976年） | 遠島春美                                                 | 「岸壁の母」                                       | |
| 昭和52年（1977年） | 松尾進（青森県八戸市）                                   | 森進一「さざんか」                                 | この年からしばらく歌謡曲部門・民謡部門の2名選出となる。 以下、上段が歌謡曲部門、下段が民謡部門。 |
| 昭和52年（1977年） | 橋本千代子                                               | 「お立ち酒」                                       | この年からしばらく歌謡曲部門・民謡部門の2名選出となる。 以下、上段が歌謡曲部門、下段が民謡部門。 |
| 昭和53年（1978年） | 片渕由美子（佐賀県伊万里市）                             | 森昌子「津和野ひとり」                             | |
| 昭和53年（1978年） | 笠原ちさ子（北海道岩内町）                               | 「江差追分」                                       | 同曲では5年ぶり。 |
| 昭和54年（1979年） | 高瀬文夫                                                 | 渥美二郎「夢追い酒」                               | 後に高瀬一郎の芸名でプロデビュー。 |
| 昭和54年（1979年） | 配島トシ                                                 | 「秋田長持唄」                                     | 同曲では4年ぶり。 |
| 昭和55年（1980年） | 山本裕美子                                               | 石川さゆり「能登半島」                             | |
| 昭和55年（1980年） | 千葉祐子・千葉弥生                                       | 「南部俵積唄」                                     | 同曲では6年ぶり。 |
| 昭和56年（1981年） | 戸ヶ里律子                                               | 梓みちよ「よろしかったら」                         | 後にプロデビュー。 |
| 昭和56年（1981年） | 渡部久人                                                 | 「磯原節」                                         | |
| 昭和57年（1982年） | 長岩亜由美                                               | 岩崎宏美「二十歳前」                               | |
| 昭和57年（1982年） | 佐々木潔志                                               | 「江差追分」                                       | 同曲では4年ぶり。 |
| 昭和58年（1983年） | 岩井照子                                                 | 都はるみ「おんなの海峡」                           | |
| 昭和58年（1983年） | 関千枝子・関恵理子                                       | 「秋田長持唄」                                     | 同曲では4年ぶり。 |
| 昭和59年（1984年） | 深田るみ子                                               | 松原のぶえ「おんなの出船」                         | |
| 昭和59年（1984年） | 大淵勝子                                                 | 「正調博多節」                                     | |
| 昭和60年（1985年） | 吾郷金治                                                 | 北島三郎「激唱・青函トンネル」                     | |
| 昭和60年（1985年） | 河上美佐如                                               | 「阿波よしこの」                                   | |
| 昭和61年（1986年） | 辻村みゆき                                               | 岩崎宏美「聖母たちのララバイ」                     | |
| 昭和61年（1986年） | 田中祥子                                                 | 「球磨の六調子」                                   | |
| 昭和62年（1987年） | 塙圭子                                                   | 石川さゆり「天城越え」                             | 民謡部門の本大会進出者がなかった。 |
| 昭和63年（1988年） | 晴山さおり                                               | 細川たかし「望郷じょんから」                       | 後にプロデビュー。 |
| 昭和63年（1988年） | 箱石マチ                                                 | 「外山節」                                         | 民謡部門の開催はこれが最後となった。 |
| 平成元年（1989年） | 太田幸直（静岡県浜北市）                                 | 吉幾三「海峡」                                     | 改元とともに再び全員が同じ条件で競う形式に戻る。 |
| 平成2年（1990年）  | 稲辺久美子                                               | テレサ・テン「別れの予感」                         | |
| 平成3年（1991年）  | 陰山亜希（島根県出雲市）                                 | 島津亜矢「愛染かつらをもう一度」                   | |
| 平成4年（1992年）  | 水田竜子（北海道当麻町）                                 | 「男なら」                                         | 翌年1月にプロデビュー。 |
| 平成5年（1993年）  | 平田ジョーエ昭夫（愛知県田原町）                         | LOOK「シャイニン・オン 君が哀しい」                | ブラジル日系3世。初のブラジル系チャンピオン。ブラジルにも同時生中継された。 |
| 平成6年（1994年）  | 伊藤公・伊藤嘉晃（北海道奈井江町）                       | アリス「BURAI」                                    | 兄弟デュオ。 |
| 平成7年（1995年）  | 原沙織（千葉県富山町）                                   | DREAMS COME TRUE「未来予想図Ⅱ」                    | この年から原則土曜日の夜での放送に移行した。 |
| 平成8年（1996年）  | 山形宮留未（東京都立川市）                               | 「新庄節」                                         | 部門統合後、民謡で初のチャンピオン。後にプロデビュー。 |
| 平成9年（1997年）  | 野寄早苗（福岡県香春町）                                 | JUJU「すき」                                       | |
| 平成10年（1998年） | 川口奈希紗                                               | MISIA「つつみ込むように…」                         | 大会終了後、グランドチャンピオンが過去にプロの演歌歌手として活動していたという経歴が話題となった。                                                                                                   |
| 平成11年（1999年） | 室尾雅之（奈良県當麻町）                                 | 尾崎豊「僕が僕であるために」                       | |
| 平成12年（2000年） | 藤本雅子（茨城県土浦市）                                 | 杏里「オリビアを聴きながら」                       | |
| 平成13年（2001年） | 大城バネサ （ アルゼンチン・ブエノスアイレス）           | 門倉有希「女の漁歌」                               | 琉球系アルゼンチン人。海外勢として初のグランドチャンピオンに。 これがきっかけで2003年に日本でプロデビュー。                                                                                          |
| 平成14年（2002年） | 安藤弘法・桝本博之 （ アメリカ合衆国・サンフランシスコ） | CHAGE and ASKA「SAY YES」                          | 海外勢としては2年連続。 |
| 平成15年（2003年） | 王超（ワン・チャオ。奈良県桜井市）                       | 一青窈「もらい泣き」                               | 日本勢としては3年ぶり。アジア系外国人としては初。 |
| 平成16年（2004年） | 玉川麻美（高知県中村市）                                 | 鬼束ちひろ「月光」                                 | 四国勢としては初。 |
| 平成17年（2005年） | キム・ギョンア（ 韓国・ソウル）                          | 鬼束ちひろ「月光」                                 | 2年連続同一楽曲でのグランドチャンピオンに。 海外勢制覇は3年ぶり史上4人目（最後）。 アジア勢としては初（アジア系外国人としては2人目）。                                                               |
| 平成18年（2006年） | 清水博正（群馬県藤岡市）                                 | 神野美伽「雪簾」                                   | 全盲の16歳。ゲストで来ていた氷川きよしはその歌に感動し涙をこぼした。 2008年2月27日にテイチクエンタテインメントよりプロデビューし、同年3月1日に行われた下記のチャンピオン大会にゲストとして出演した。 |
| 平成19年（2007年） | 榊枝悠子（福島県福島市）                                 | 鬼束ちひろ「月光」                                 | 歌謡曲としては初めて、同一楽曲で3人目のグランドチャンピオン。 |
| 平成20年（2008年） | 井口美優（群馬県沼田市）                                 | 絢香「三日月」                                     | 高校の先輩でもある清水同様に全盲の16歳。視聴率20.1%。 |
| 平成21年（2009年） | ホベルト・カザノバ（静岡県静岡市）                       | 五木ひろし「契り」                                 | 演歌歌唱者では3年ぶり。視聴率15.7%。 |
| 平成22年（2010年） | 斉藤光壱（埼玉県所沢市）                                 | 前川清「花の時・愛の時」                           | 2年連続でブラジル系のグランドチャンピオン。視聴率18.0% |
| 平成23年（2011年） | 徳永優樹（大阪府熊取町）                                 | 大川栄策「はぐれ舟」                               | 10代でのグランドチャンピオンは3年ぶり。視聴率17.0% |
| 平成24年（2012年） | 鈴木裕美子（福島県いわき市）                             | いきものがかり「歩いていこう」                     | |
| 平成25年（2013年） | 櫻井麻那（富山県入善町）                                 | ナナムジカ×のだめオーケストラ「sora」              | 10代でのグランドチャンピオンは2年ぶり。 |
| 平成26年（2014年） | 石井敦子（福島県郡山市）                                 | 「会津磐梯山」                                     | 10代でのグランドチャンピオンは2年連続。 |
| 平成27年（2015年） | 小山田祐輝（北海道岩内町）                               | 氷川きよし「獅子」                                 | 3年連続10代でのグランドチャンピオン。この年度から出場対象年齢が引き下げられ、いきなり史上初の中学生グランドチャンピオンに輝く。                                                                      |
| 平成28年（2016年） | 大場悠平（北海道幕別町）                                 | 清水翔太「化粧」                                   | 10代でのグランドチャンピオンは4年連続。北海道からは2年連続のグランドチャンピオン誕生。 |
| 平成29年（2017年） | 加藤大知（熊本県阿蘇市）                                 | navy&ivory「指輪」                                 | 20代のグランドチャンピオンは5年ぶり。九州からは実に20年ぶりのグランドチャンピオン輩出となった。 |
| 平成30年（2018年） | 篠﨑大輔（佐賀県伊万里市）                               | 指田郁也「花になれ」                               | 2年連続で九州から20代男性がグランドチャンピオンに選出された。なお2020年3月15日には45分に再編集した熱唱名場面が放送された。                                                                           |
| 令和元年（2019年） | 新型コロナウイルス感染症の流行による影響で開催中止       | 新型コロナウイルス感染症の流行による影響で開催中止 | 新型コロナウイルス感染症の流行による影響で開催中止 |
| 令和2年（2020年）  | 上田淑子（三重県四日市市）                               | 島津亜矢「かあちゃん」                             | 新型コロナウイルス感染症の流行による影響で2年連続の開催中止 |
| 令和3年（2021年）  | 上田淑子（三重県四日市市）                               | 島津亜矢「かあちゃん」                             | 新型コロナウイルス感染症の流行による影響で中止になった前年度分のチャンピオンを含めて審査の対象とした上で2022年5月4日に3年ぶりに開催された。                                                          |
| 令和4年（2022年）  | 兼子結（茨城県小美玉市）                                 | 藤田麻衣子「手紙 〜愛するあなたへ〜」              | 4年ぶりにNHKホールで開催。 |
| 令和5年（2023年）  | 西山絵美子（愛媛県四国中央市）                           | 絢香「三日月」                                     | 四国から19年ぶりのグランドチャンピオン選出。また、出場者たちはバックバンドの演奏のもとで歌唱した。                                                                                                   |
| 令和6年（2024年）  | セン・リノ（大分県臼杵市）                               | 玉置浩二「行かないで」                             | |

- 平成16年度/2004年: 山梨市、愛媛県四国中央市、鹿児島県出水市、鳥取県岩美町、秋田市&秋田県羽後町、岐阜県飛騨市、広島県東広島市、滋賀県草津市、福島県須賀川市、北海道滝川市、長崎県琴海町、福岡県大川市、宮城県白石市そして イギリスのロンドンの15都市。
- 平成17年度/2005年: 青森市から始まって香川県東かがわ市、北海道岩見沢市&苫小牧市、富山県南砺市、岐阜県大垣市、広島県福山市、宮城県東松島市、高知市、島根県出雲市、京都府亀岡市、山口市、佐賀県有田町、鹿児島県薩摩川内市そして メキシコのメキシコシティを加えた15都市。
- 平成18年度/2006年: 北海道旭川市から始まって秋田県大館市、山形県長井市、千葉県からは柏市と成田市の両市、岐阜県多治見市、愛知県豊橋市、宇都宮市、大阪府からは堺市と豊中市の両市、熊本県八代市、沖縄県宜野湾市、香川県三豊市そして愛媛県今治市の14都市。
- 平成19年度/2007年: 石川県白山市から始まって北海道からは釧路市&北斗市の両市、群馬県千代田町、静岡県伊豆市、茨城県常陸太田市、大阪府泉佐野市、宮崎県小林市、鳥取県北栄町、佐賀県嬉野市、富山県高岡市、新潟県聖籠町、栃木県小山市そして和歌山県田辺市の14都市。
- 平成20年度/2008年: 広島県三原市、青森県南部町、鹿児島県垂水市、兵庫県宍粟市、富山県富山市、大分県大分市、福島県西郷村、高知県土佐市、山梨県南アルプス市、島根県松江市、茨城県龍ケ崎市、香川県坂出市、神奈川県からは綾瀬市と相模原市の両市・以上の14都市。
- 平成21年度/2009年: 岡山県吉備中央町、香川県多度津町、和歌山県那智勝浦町、北海道からは乙部町、中標津町の両町と江別市、千葉県館山市、宮崎県延岡市、奈良県大和郡山市、長野県塩尻市、山梨県大月市、徳島県徳島市、滋賀県彦根市、山形県大江町以上の14都市。
- 平成22年度/2010年: 栃木県佐野市、茨城県鉾田市、長崎県島原市、京都府綾部市、石川県川北町、広島県庄原市、東京都瑞穂町、青森県十和田市、富山県魚津市、宮崎県宮崎市、徳島県三好市、兵庫県南あわじ市、北海道音更町、岩手県遠野市以上の14都市。
- 平成23年度/2011年:山口市、奈良県香芝市、北海道知内町、群馬県桐生市、岐阜県恵那市、香川県丸亀市、鹿児島県出水市、大分県宇佐市、山梨県甲府市、富山県砺波市、福井県永平寺町、岩手県久慈市、沖縄県那覇市、そして 台湾・台北以上の14都市。
- 平成24年度/2012年:佐賀県佐賀市、千葉県千葉市、広島県福山市、高知県高知市、石川県加賀市、島根県邑南町、茨城県稲敷市、奈良県桜井市、神奈川県川崎市、熊本県熊本市、北海道函館市、三重県鈴鹿市、山梨県韮崎市以上の14都市。

## のど自慢予選会
2000年12月のBSデジタル放送開始に伴い、デジタル衛星ハイビジョン（BShi）で土曜朝に約2時間40分にわたって予選会の模様をダイジェストで放送。時間の都合で250組を全て紹介するわけではない。BShiではその後に正午のニュースを挟んで翌日の本番（総合テレビの再放送）が放送されていた。2003年3月でBShiでの放送は終了したが、時折総合テレビでローカル番組として放送されている。2011年9月11日開催の岩手県久慈市では予選会の模様（久慈市のほか、宮城県仙台市、福島県福島市の模様を含めている）を総合テレビで全国放送することになった。仙台市の予選会（会場・NHK仙台放送局第1スタジオ）は放送済みであるが、福島市と久慈市の予選会は台風関連の特設ニュースのため放送日程が1週間延期となった（九州沖縄地方では地域特番を放送したため、久慈市の予選会の放送は2011年10月10日の深夜に放送した）。2012年9月16日（15日深夜）には千葉県木更津市の予選会（9月8日開催）の模様がBSプレミアムで1:55 - 4:55の3時間にわたり放送された。NHK以外では地元ケーブルテレビ局が放送するケースもある。

## BSジュニアのど自慢
1999年4月から2004年3月まで5年間、衛星第2テレビで放送した公開視聴者参加番組。NHKのど自慢に出場できない15歳未満（中学生を含む）がのどを競った。司会は森口博子とNHKアナウンサー（主に男性）で開催地元局所属を含めた複数名が担当した。2002年度はアナウンサーの関口健とのコンビとなった。また1999年4月から2002年9月までは佐橋俊彦作曲のイメージテーマ曲が使用された。民放を含め、日本国内で最後にレギュラー放送された「子供向けのど自慢番組」でもある。
基本的には本編と同じであるが、こちらでは鐘ではなく電子音が流れて合否を判定する。またエントリーNo.・出演者の氏名と年齢・曲名と歌手名が一括表示される。賞には、客席審査員が選ぶベストステージ賞、ゲストが選ぶゲスト賞、そして合格者の中から選ばれるグランプリがあった。グランプリに輝くと更に厳正な審査の上15組程度が「BSジュニアのど自慢グランプリ大会」（NHKホール）に出場できたが、2001年度をもって廃止された。

ゲストは当時活躍していた主に若手の歌手、ユニット等が毎週1組出演して曲も披露していた。
応募方法はNHKのど自慢と異なり選曲理由を記入する必要はなかったが、「歌いたい曲目とその曲を歌っている歌手（グループ）名」は曲に優先順位を付けた上で第3希望まで記入する必要があり、出場者（グループ単位での出場の場合は代表者）の保護者住所・氏名も記入しなければならなかった。
最終回だった2004年3月27日放送分では、過去の名場面を振り返る「総集編」として放送。エンディングでは歴代訪問地を画面左方向へのロールテロップで流したのち、「5年間　ありがとうございました」のテロップを表示して5年間の歴史を締めくくった。
なお、本番組の終了を最後に、日本のテレビ放送で長年続いた「小中学生対象の」全国向けのど自慢番組は途絶えていた。
前述のように、2015年4月からは中学生については高校生以上との混合となるレギュラー番組ではあるが、11年振りにのど自慢番組への出場機会が与えられることになる。
出場後プロデビューした主なタレント
- May'n（中林芽依）…愛知県刈谷市／グランプリ受賞・グランプリ大会出場
- 竹田侑美（元Buzy）…兵庫県高砂市／グランプリ受賞
- 吉田亜咲 …千葉県八千代市／グランプリ受賞
- 恵莉花 …愛知県稲沢市／グランプリ受賞
- 高橋愛（元モーニング娘。）…福井県鯖江市／ベストステージ賞受賞
- 廣重綾…東京都大田区／ベストステージ賞受賞
- 増田有華（元AKB48）…大阪府
- 松澤ミキ

グランプリ獲得者リスト
- BSジュニアのど自慢グランプリ獲得者リスト1
- BSジュニアのど自慢グランプリ獲得者リスト2

## アニソンのど自慢
日本初の長編連続テレビアニメ『鉄腕アトム』の原作者である手塚治虫の生誕80年を記念して制作され、2009年5月4日にNHK大阪ホールで収録、2009年5月5日（こどもの日）にNHK大阪制作（関西ローカル）で放送された公開視聴者参加番組。
歌われる楽曲はアニメや特撮の主題歌・挿入歌限定で構成され、BGMには鉄腕アトムの主題歌が使用されている。司会は森口博子。審査員に田中公平・野沢雅子・古谷徹・夏まゆみ・岡田斗司夫。ゲストはMay'n・水木一郎。
また、前日に行われた予選会には、選考に残った3歳から70歳という幅広い年代の人々が149組参加し、その中から勝ち残った15組がのどを競った。
審査員一人につき3点の持ち点で15点満点・11点以上で合格となり、『ゲッターロボ』主題歌のイントロと同時に審査得点がメーター表示された後に合否の鐘が鳴らされる、というスリリングな演出が用いられつつ、審査員特別賞2組とチャンピオンが選ばれた。初代チャンピオンには、剣をかたどったチャンピオンソードが授与されている。
再放送時（NHK BS2/2009年5月30日 NHK総合/2009年6月12日）は全国放送となり、アーティスト（May'n・森口博子・cossami・カノン・水木一郎）によるアニメソングスペシャルステージが追加、放送時間も約90分に拡大された。
この第一回以降2011年まで毎年5月にNHK近畿ブロックの特別番組として行われた。
放送リスト
- 第1回「アニソン のど自慢」
放送：2009年5月5日13:05 - 13:50（総合近畿ブロック）、5月30日15:30 - 17:00（BS2・完全版）、6月12日26:10 - 27:40（総合全国放送・完全版）

- 第2回「アニソンのど自慢 2nd IMPACT」
  - 会場：NHK大阪ホール
  - 予選会：2010年5月2日
  - 本戦・収録：2010年5月3日
  - 司会：加藤夏希、吉田一貴
  - ゲスト歌手：ささきいさお、HIMEKA、堀江美都子
  - 審査員：神谷明、三石琴乃、田中公平、はいだしょうこ、賀集利樹
  - 放送：2010年5月5日13:05 - 13:55（総合近畿ブロック）、5月30日15:30 - 16:59（BS2・完全版）

- 第3回「アニソンのど自慢 3（トライ）」
  - 会場：NHK大阪ホール
  - 予選：2011年5月3日
  - 本戦・収録：2011年5月4日
  - 司会：森口博子
  - ゲスト歌手：ULTRA-PRISM、串田アキラ
  - 審査員：小原乃梨子、田中公平、チョー、日髙のり子、藤林聖子
  - 放送：2011年5月22日17:00 - 17:55（総合近畿ブロック）

### アニソンのど自慢G
2014年から2016年にかけNHK放送センター制作でNHK BSプレミアムにて放送された第2シリーズ。タイトルの「G」は「ガチ」を意味しており、のど自慢本番組ならびにアニソンのど自慢大阪局時代当初の「明るく楽しく元気よく」とは対照的に「強く激しく美しく」をモットーに本気でアニソンシンガーを目指す人々のガチののど自慢とするコンセプトとなっている。なお、テーマ曲は本番組の物をアレンジしたものとなっている。
本戦はみんなの広場ふれあいホールにて行われ、まず1回戦として事前のくじ引きで決められた歌唱順で1コーラスを歌唱する。歌唱後は大阪局時代とは違いゲッターロボのイントロや合否の鐘は行われず、各審査員の1人10点満点による個人得点が発表された後総得点の発表と審査員の講評が発せられ、最終的に総得点上位3組が決勝へ進出。この他暫定上位3組出場者と同点の合計点となった場合は、最高得点をつけた審査員数が暫定上位者を上回ると順位が入れ替えとなる。
1回戦終了後はゲスト歌唱を挟み、決勝戦として下位出場者から順に1コーラスを歌唱したのち決選投票として各審査員が最良の出場者の順位札を上げ最も多く上げられた順位の出場者がチャンピオンとなり、チャンピオンには大阪局時代同様にチャンピオンソードが授与される。
2016年3月には、2014-15年に開催された過去3回の決勝戦進出者8組で「初代アニソン王」を競う「アニソンのど自慢G ～天下一アニソン武闘会～」を開催。通常のアニソンのど自慢Gと異なりNHKホールで開催され、本戦では赤コーナーと青コーナーに分けて一人ずつ歌い、審査員の投票数が多かった方が勝ち抜けていく。歌唱順及び組み合わせは、開始前に一人一本ずつ巻物を取り、それに書いてある順番及び組み合わせになる。
- 第1回
  - 予選会：2014年11月22日
  - 本戦・収録：2014年11月23日
  - 司会：森口博子
  - ナレーション・ルール説明：三好正人
  - ゲスト歌手：水樹奈々、宮野真守
  - 審査員：田中公平（審査委員長）、奥井雅美、上松範康、大日向洋（レコード会社プロデューサー）、斎藤滋、志倉千代丸、西原史顕（アニソン雑誌編集長）、西村潤（レコード会社プロデューサー）、福田正夫（レコード会社プロデューサー）、三嶋章夫
  - 放送：2014年12月27日23:15 - 24:25
  - 再放送：2015年1月12日23:15 - 24:25、11月6日25:35 - 26:45
  - 予選出場者：145組
  - 本選出場者：15組
- 第2回
  - 予選会：2015年3月21日
  - 本戦・収録：2015年3月22日
  - 司会・ナレーション：吉田一貴
  - ゲスト歌手：遠藤正明、May'n
  - 審査員：田中公平（審査委員長）、奥井雅美、上松範康、志倉千代丸、畑亜貴、藤林聖子、黒須克彦、西村潤、三嶋章夫、山内真治（レコード会社プロデューサー）
  - 放送：2015年3月29日23:00 - 24:00
  - 予選出場者：140組
  - 本選出場者：12組
- 第3回
  - 予選会：2015年11月14日
  - 本戦・収録：2015年11月15日
  - 司会：森口博子
  - ゲスト歌手：水木一郎、富永TOMMY弘明
  - 審査員：遠藤正明、きただにひろし、志倉千代丸、田中公平、西原史顕、畑亜貴、藤林聖子、堀切伸二（レコード会社プロデューサー）、三嶋章夫、山内真治
  - 放送：2015年11月27日22:00 - 23:00
  - 予選出場者：144組
  - 本選出場者：12組
- 天下一アニソン武闘会
  - 本戦・収録：2016年3月16日
  - 放送：2016年3月27日22:50 - 24:00
  - 司会：森口博子
  - ゲスト歌手：LiSA、Kalafina
  - 審査員：田中公平、奥井雅美、志倉千代丸、畑亜貴、藤林聖子、太田雅友、高取ヒデアキ
  - 出場者：8組
- 出場後プロデビューした主なタレント
  - YURiKA[107] - 第1回チャンピオン
  - 亜咲花[107] - 第2回決勝進出
  - 吉田達彦[108] - 第2回・天下一アニソン武闘会準優勝
  - 幡野智宏[109] - 第3回出場

## NHKバーチャルのど自慢
2019年1月2日に総合テレビで放送された特別番組。バーチャルYouTuber13組17名が出場。また、司会の小田切とゲストの小林はバーチャルキャラクター化した状態で出演した。宇宙空間を模した「バーチャル空間特設ステージ」からの放送となったが、それ以外はおおむね通常ののど自慢のフォーマットに沿って進行した。なお、合否の鐘が途中から女性Vチューバーの時だけ合格メロディの前半を数回繰り返したり、有名ソングの一部フレーズが奏でられたりした。「狙い撃ち」が合格メロディとして奏でられた際は、司会のバーチャル小田切千がノリノリで歌い始め、小林幸子に真顔で注意されるまで歌っていた。この番組は新型コロナウイルスによる影響で2020年5月から放送している『NHKのど自慢 スペシャル』の一環として、2020年5月31日（日曜日）の12:15から再放送された。
2020年1月1日には、同様の体裁で『NHKバーチャル紅白歌合戦』が放送された。
司会
- バーチャル小田切千

ゲスト
- バーチャルグランドマザー小林幸子
- キズナアイ

出場者（登場順）
- ミライアカリ
- 剣持刀也
- ばあちゃる
- 月ノ美兎・静凛・樋口楓
- 道明寺ここあ
- アメリカザリガニ - 本編終了後に余った時間をつなぐ役割も行なった。
- 富士葵
- 電脳少女シロ
- ときのそら
- オシャレになりたい!ピーナッツくん・甲賀流忍者ぽんぽこ
- バーチャルゴリラ
- YuNi
- 田中ヒメ・鈴木ヒナ

## こどものど自慢
「こどものど自慢」は、2021年3月からNHK大阪放送局が18歳以下の子供を出場対象として不定期放送しているのど自慢番組。第1回は2021年3月にNHK関西ブロックで放送（5月に全国放送）され、第2回と第3回は全国放送（本来のNHKのど自慢の時間帯、8月15日分は生放送）で放送された。特定年齢以下を対象としたのど自慢は、かつてNHK BS2で放送していた「BSジュニアのど自慢」以来となる。司会は西川貴教。なお、番組ロゴは左上の「NHK」の部分を「こども」と置き換え、右上のスズメが1羽から3羽に増えている。ナレーションは本家の司会である小田切が担当する。映像審査で選ばれたこども数組が、思い出の場所や楽曲に関連した場所等で撮影して歌唱を披露する。但し、本家やBSジュニアのど自慢と異なり、合否判定は行わない。
- 第1回：2021年3月13日 18:05 - 18:50（関西ブロック）、5月2日12:15 - 13:00（全国放送）
  - ゲスト：白間美瑠・梅山恋和・塩月希依音（NMB48）、毎田暖乃
- 第2回：2021年8月15日 12:50 - 13:30（全国放送・生放送、大雨関連のニュースのため30分遅延）
- 第3回：2021年8月22日 12:15 - 13:00（全国放送）
  - ゲスト（第2回・第3回）：泉谷しげる・村上知子（森三中）・安田美沙子・毎田暖乃
- 第4回：2022年5月7日 17:05 - 17:50（全国放送・生放送）
  - ゲスト：毎田暖乃・円広志・金城綾乃・古坂大魔王

## NHKのど自慢〜おうちでパフォーマンス〜
新型コロナウイルスの影響による長期休止を経て番組が再開された2020年秋以降に、大会の中止が発生した場合の代替番組として、テレビのみで放送されていた特別編である。オンライン版「のど自慢」をコンセプトとし、視聴者から投稿されたパフォーマンス動画を紹介していた。パフォーマンスの時間は概ね1分前後とされていた。本編同様に演歌歌手を中心にゲストを1 - 2名スタジオに招いて放送した。
なお、大会が順調に行われている間も、ストックした収録分を深夜帯や開催予定のない週の通常枠で放送する場合があったため、動画の投稿は通年で募集していたが、2023年度の本編リニューアルにならびにコロナ禍の制限が幾分緩和されたことに伴い、2022年度いっぱいで終了した。
- 第1回：2020年11月1日（青森県弘前市からの回の代替番組として放送）　ゲスト：氷川きよし（元々弘前大会のゲストの予定であった）
- 第2回：2020年11月29日（北海道音更町からの回の代替番組として放送）　ゲスト：福田こうへい、May J.
- 第3回：2020年12月13日（茨城県取手市からの回の代替番組として放送）　ゲスト：吉幾三
- 第4回：2021年1月31日（栃木県足利市からの回の代替番組として放送）　ゲスト：三山ひろし、丘みどり
- 第5回：2021年2月7日（奈良県田原本町からの回の代替番組として放送）　ゲスト：夏川りみ、大江裕
- 第6回：2021年3月14日（神奈川県海老名市からの回の代替番組として放送）　ゲスト：小林幸子
- 第7回：2021年4月25日（大分県臼杵市からの回の代替番組として放送）　ゲスト：郷ひろみ
- 第8回：2021年5月9日（大阪府門真市からの回の代替番組として放送）　ゲスト：山内惠介
- 第9回：2021年5月16日（北海道当別町からの回の代替番組として放送）　ゲスト：由紀さおり
- 第10回：2021年5月23日（岐阜県関市からの回の代替番組として放送）　ゲスト：坂本冬美
- 第11回：2021年6月13日（京都府舞鶴市からの回の代替番組として放送）　ゲスト：八代亜紀、古坂大魔王
- 第12回：2022年1月30日（福岡県北九州市からの回の代替番組として放送）　ゲスト：石川さゆり、飯尾和樹
  - 第12回は当初、開始以来初めて大会中止分の代替とはせず、元々開催予定のない2022年1月9日に放送予定が組まれたが、地震関連のニュースで打ち切られた2021年12月12日の熊本県熊本市からの回が当該日にスライドしたため、一旦は1月16日 0:30に予定を延期した。ところが、前日のフンガ・トンガ噴火に起因する津波警報関連のニュースに差し替えられため、上記日程に再延期された。
- 第13回：2022年2月27日（三重県伊賀市からの回の代替番組として放送）　ゲスト：泉谷しげる、さだまさし
  - ゲストで出演した泉谷とさだは、さだが司会を務めている『今夜も生でさだまさし』でも数回共演しており、2020年に『泉谷・さだの"ふんばれ!ニッポン"』[113]という特番を放送したことがきっかけで、この企画が誕生したともいわれる[114][115]。
- 第14回：2022年6月3日 0:30 - 1:15（2日深夜）　ゲスト：野口五郎、岩崎宏美、古坂大魔王
  - 2022年3月以降の大会（緊急ニュースに伴い収録に変更された回も含む）が予定通り問題なく行われているため、開始以来初めて大会中止分の代替とはせず、深夜枠にて放送を実施した。
- 第15回：2023年1月8日（元々開催予定のない週の通常枠に放送）　ゲスト：天童よしみ、山口智充、りんごちゃん、すゑひろがりず

## のど自慢公認番組
- NHKだめ自慢 〜みんながでるテレビ〜 - 2020年6月 - 2022年3月まで月1回放送されていた視聴者参加型バラエティ特番（司会は村上信五と東野幸治）。NHKのど自慢が公認しており、小田切がナレーションを務めていたほか、オープニングでチューブラベルも登場した。

## 各地放送局の制作番組
- 歌おう!東北のど自慢 - 仙台放送局制作。定時番組である「NHKのど自慢」のコンセプトをそのままに、東日本大震災の被害が大きかった福島県、宮城県、岩手県を中心とした“ご当地のど自慢”として開催した。
- 東海発!NHKどの自慢 おそとでパフォーマンス - 名古屋放送局制作。2022年より不定期放送の視聴者参加型特番（東海3県向け）。番組では愛知・岐阜・三重3県の出場者が、”のど自慢”だけではないさまざまな”自慢”を披露し、地域の魅力や秘めた人間の可能性を発掘する[116]。

## その他
番組開始当初は、出場者の合格不合格を知らせる際には司会者が口頭で結果を伝えていた。合格の場合は「合格です」、不合格の場合は「もう結構です」だった。しかし、「結構です」を合格と勘違いする出場者が多かったため、鐘を使って合図をする方式に変更されている。なお、予選会ではスタッフの「ありがとうございました」で歌唱終了となる。
各地の放送局は本番組に併せて「NHKふれあいミーティング」を開催することが多い。ミーティングが開催される場合、司会者は番組が終わってもすぐには東京へ帰らず、一NHK職員の立場で出席する。ミーティングには視聴者代表として当日の観客や会場地住民代表が参加し、職員らに対して意見を述べる。ミーティングの内容は、後日の本番組制作を担当した放送局のホームページで公開される。
開催地に選出されるために各自治体では招致活動を行っている（市制〇周年等に合わせるケースが多い）。そのため、開催については行政からの広報も充実している。
かつては民謡での出場者も毎回1 ‐ 2人あったが、2000年あたりからは少なくなっており、数回に一度あるかの状況である。
90年代の一時期には司会者の挨拶・開催地アナウンスに続いて「のど自慢の歌」が歌われた時期もあった。
過去最高齢出場者は、2012年8月12日のいわき大会において「白虎隊」を歌った当時102歳の女性である（特別賞を得た）。
各大会の本選出場者は予選通過から2日間に渡って一緒になるため絆が強まり、その後も同窓会を開くなど交流を続けるケースが多い。
会場では本番組やNHK関連のグッズも販売される（NHK放送センター内でも購入可）。また、予選会参加者には記念バッヂが贈呈される。
NHKが公共放送という立場上、出場者は会社名等の入った衣装は原則着用できない（作業着等の社名はシールで隠される）。服のブランドロゴも目立つものは隠される場合がある。学校の制服着用は在学校教員の許可が必要。
本番組出場者の「選曲」が『NHK紅白歌合戦』の出場歌手選考の参考にされる。
2023年3月12日、同時期に行われていたNHK×日テレ コラボウィークの一環として、日本テレビ『行列のできる相談所』とのコラボを行った（吉田沙保里と北村晴男が出場した）。また、同日21:00からの『行列のできる相談所』（日本テレビ）には、小田切千と鐘担当の秋山気清が出演した。
2025年6月1日、鹿児島県霧島市からの放送回では『ひむバス!』とのコラボレーション企画が行われ、同番組出演者の日村勇紀が本番組司会者の廣瀬智美と共に出場者の会場送迎を手伝ったほか、日村が本番組を観覧している様子が放映された。